# Boeing B-52 Stratofortress
O Boeing B-52 Stratofortress é um avião bombardeiro estratégico subsônico de longo raio de ação, propulsionado por oito motores a jato. Originalmente concebido como substituto do Convair B-36 Peacemaker na função de bombardeamento nuclear e convencional de grande altitude, foi no entanto adaptado no início da década de 1960 para a função de penetração a baixa altitude como forma de contornar a cada vez maior, eficaz e sofisticada defesa aérea da ex-União Soviética.
Iniciou a atividade operacional na Força Aérea dos Estados Unidos (USAF), seu único utilizador, em fevereiro de 1955, atuando em todos os conflitos nos quais os EUA se envolveram. Sessenta anos após o seu primeiro voo e fruto de sucessivas modificações e atualizações, é ainda uma versátil plataforma apta a desempenhar uma grande variedade de missões que os engenheiros responsáveis pelo sua criação e desenvolvimento imaginaram que fosse possível nos finais de 1950.
Durante o período da Guerra Fria, desempenhou um papel de extrema relevância na dissuasão nuclear dos Estados Unidos, mantendo um contínuo estado de alerta em voo, armado com armas nucleares, porém as mais de cinco décadas de serviço na linha da frente serão a sua mais extraordinária faceta. Provavelmente, esta extraordinária longevidade, e de acordo com os planos da Força Aérea, irá manter-se até 2040, e para que tal aconteça as unidades ainda operacionais começaram a ser submetidas a um programa de reformas e extensão de vida útil.
Entre as atuais tripulações, maioritariamente (ou mesmo na totalidade) mais novas que as aeronaves que tripulam, é usual ouvir dizer-se que ainda não nasceu o último piloto que assumirá os seus comandos.

## Introdução

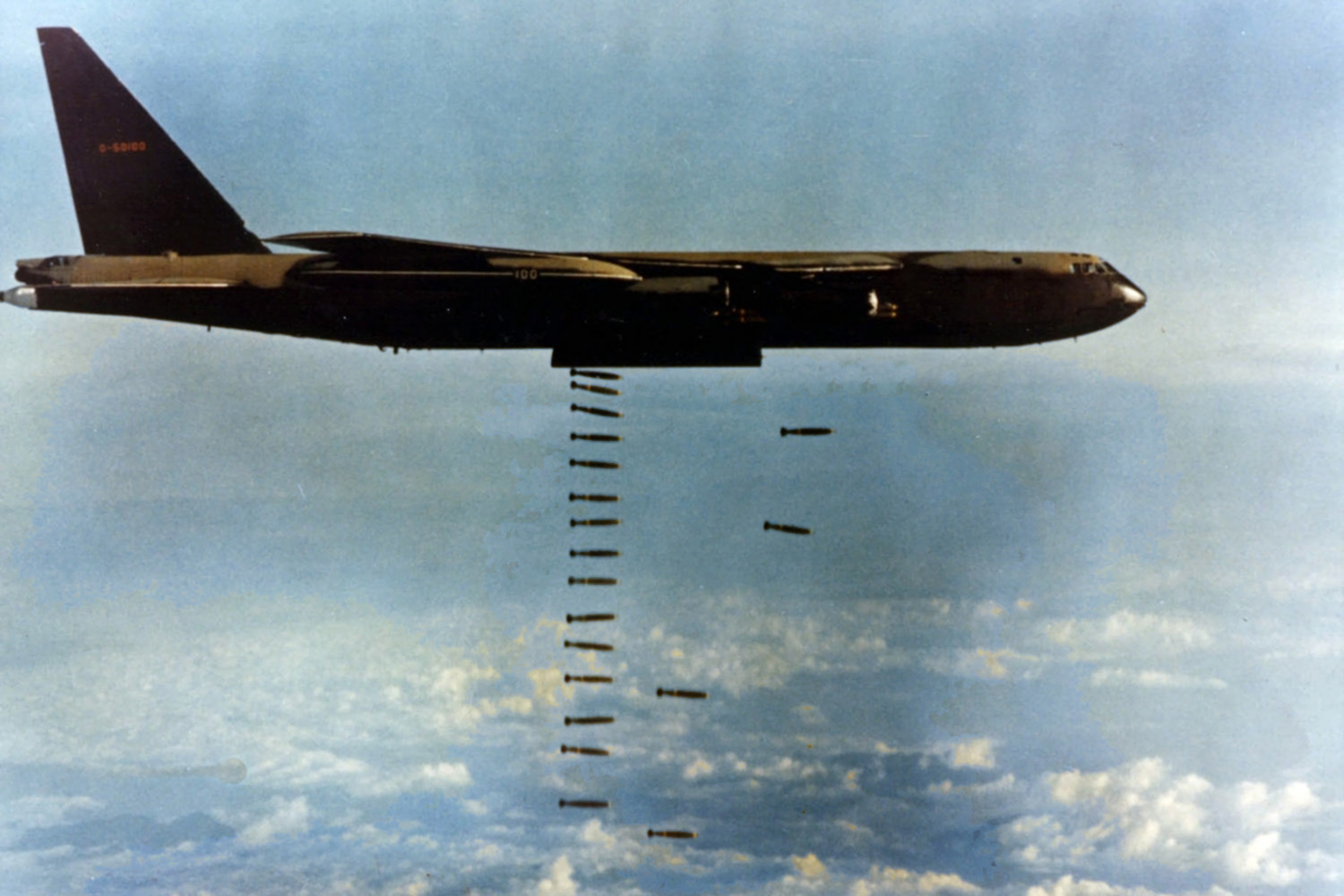
Boeing B-52D, despejando bombas de queda livre sobre o Vietname

Existiu uma coincidência de eventos e circunstâncias, que proporcionaram o desenvolvimento e a longevidade do sistema de armas que é hoje em dia o B-52 Stratofortress. Desde a experiência acumulada pela Boeing na produção de bombardeiros pesados até engenheiros e projetistas audaciosos e visionários, passando pelos decisores políticos que ainda não enfermados pela burocracia dos nossos dias, deixaram o processo de desenvolvimento fluir sem demasiadas interferências.
- O B-52 foi projetado para largar bombas atómicas de queda livre a grande altitude.[3]
- O maior bombardeiro de sempre efetuou lançamentos na zona do Pacífico, destinados a testes nucleares atmosféricos, durante o período compreendido entre 1956 e 1962.[3]
- Por aproximadamente quatro décadas os tripulantes do B-52 eram especialmente treinados e psicologicamente preparados para o lançamento de ataques nucleares retaliatórios, se os mesmo fossem necessários por força das circunstâncias.[3]
- Até 1970 eram mantidas várias aeronaves em voo, 24 horas sobre 24 horas, na situação de alerta nuclear permanente.[3]
- Com o advento dos mísseis superfície-ar (SAM), O B-52 alterou com sucesso o modo de operar, passando a fazer penetração a baixa altitude.[3]
- O envolvimento na guerra do Vietname forçou a mais uma adaptação, o bombardeamento maciço com bombas convencionais de queda livre.[3]
- Produzido em sete versões principais, ainda está servindo na linha da frente, quase sessenta anos após o primeiro voo,[3] sobrevivendo ao SAC - Comando aéreo Estratégico, dissolvido a 1 de junho de 1992.[4]
- Embora a sua importância como sistema de armas tenha diminuído, está prevista a sua utilização até 2040, ano em que será finalmente aposentado.[3]

## Desenvolvimento

### Origens
Ainda a Segunda Guerra Mundial não tinha terminado e já a liderança militar norte-americana, antecipando um possível conflito com a URSS, inicia a elaboração dos requisitos pretendidos para a nova geração de bombardeiros, eliminando os defeitos do omnipresente Boeing B-29 Superfortress, ou seja o raio de acção e a inadequada capacidade de transporte de carga bélica.
Deste modo o Comando Aéreo de Material (MAC) em janeiro de 1946 solicitou à indústria aeronáutica, propostas para um novo bombardeiro pesado, com os seguintes requisitos:
- Um raio de acção de 8 000 km;
- Velocidade de 485 km/h em altitude;
- Altitude operacional de 10 500 metros;
- Tecto máximo de 11 200 metros;
- Altitude com apenas metade dos motores operacionais de 5 200 metros;
- Capacidade para o transporte de uma carga bélica mínima de 4 500 kg até aos 8 000 kg e máxima de 32 500 kg a distâncias mais curtas;
- Equipagem mínima de cinco tripulantes e um número não determinado de operadores de metralhadora de 20 mm, para defesa aérea;
- Provisão de espaço para equipagem de substituição composta por seis tripulantes:
- Proteção blindada consistente com o peso e a performance, para tripulação, motores, combustível e outros componentes vitais;
- Apto a operar em pistas com o comprimento máximo disponível até 2 300 metros e um obstáculo de 15 m no final, para a descolagem.
- Apto a operar em pistas com o comprimento máximo disponível até 1 380 metros e um obstáculo de 15 metros no início, para a aterragem.

Confiabilidade, facilidade e manutenção reduzida, risco de incêndio atenuado, boa visibilidade, recursos modulares, e a simplicidade do projeto, completavam as especificações a alcançar.

### Das propostas iniciais ao produto final

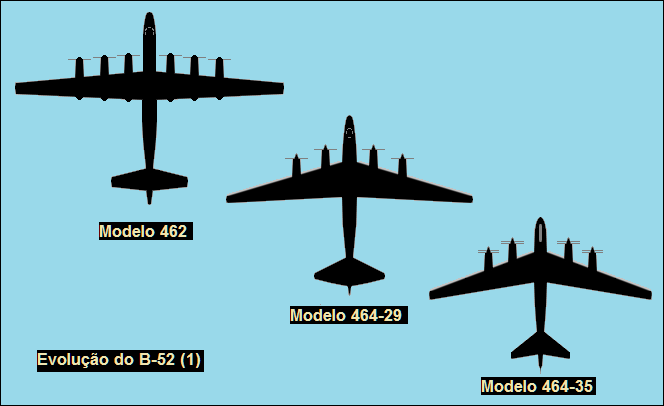
Mod 462, Mod. 464-29 e mod. 464-35 (1ª fase)

Considerados demasiado ambiciosos e difíceis de atingir, foi permitida alguma latitude na prossecução dos requisitos, sem a qual não haveria qualquer proposta por parte das empresas de construção aeronáutica, mesmo assim foram apenas três as entidades, Boeing Airplane Company, Consolidated Vultee Aircraft Corporation (Convair) e Glenn L. Martin Company que no mês de Fevereiro de 1946 apresentaram uma estimativa de custos e projectos preliminares teóricos, que se aproximavam dos requisitos pretendidos.
No início de junho de 1946 a Boeing Airplane Company apresenta uma proposta para uma aeronave de asa em ângulo recto, propulsionada por seis turboélices Wright T35, um peso bruto de 165 000 kg e um raio de acção de aproximadamente 5 000 quilómetros, designado modelo 462 o qual foi escolhido e confirmado como o mais promissor para ser concretizado e também o menos oneroso para o contribuinte. Assinado o contracto para a construção de uma maqueta à escala real e trabalhos preliminares de engenharia, bem como testes aerodinâmicos em túnel de vento, pelo valor de 1,7 milhões de Dólares Norte-americanos, veio a Força Aérea em Outubro de 1946, exprimir as suas preocupações pelo facto do modelo proposto não atingir os requisitos pretendidos. Ainda no mesmo ano, durante o mês de Novembro o chefe adjunto da aeronáutica para a pesquisa e desenvolvimento, General Curtis LeMay em conferência realizada no Pentágono, expressou o desejo de uma velocidade de cruzeiro próxima ou igual a 645 km/h, respondendo a Boeing com um modelo pesando 140 000 kg, desprovido de tudo o que não fosse essencial, como o conforto da tripulação, armamento defensivo reduzido a apenas a uma torre armada na secção da cauda.

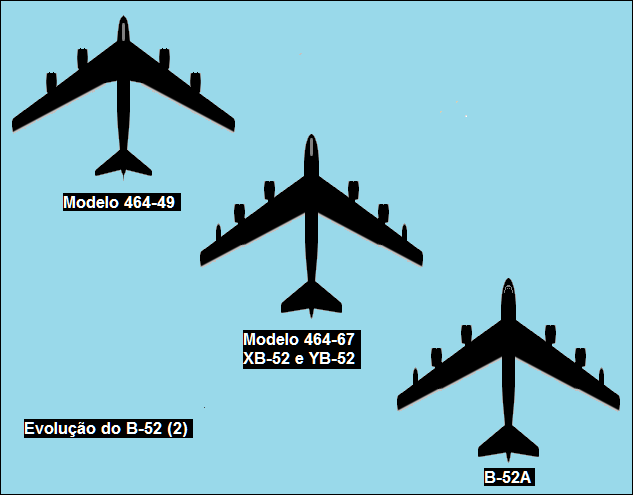
Mod. 464-49, mod. 464-67 (XB-52 e YB-52 e B-52A)

Continuando em 1946 durante o mês de Dezembro, a Boeing foi convidado a mudar a sua concepção, para um bombardeiro quadrimotor com uma velocidade máxima de 645 km/h, alcance de 19 000 km, um peso bruto rondando os 220 000 kg e habilitado ao transporte de uma única bomba nuclear. A resposta da Boeing foi dada na forma de dois modelos em janeiro de 1947, o 464-16 com capacidade para o transporte de uma única bomba nuclear até 4 500 Kg, sem capacidade defensiva e blindagem, e o 464-17, bombardeiro generalista capacitado para transportar até 4 000 Kg de armamento diverso e em tudo o resto similar ao anterior, ambas as propostas eram propulsionadas pelos turboélices Wright T35.
Em junho de 1947, os requisitos militares foram atualizados e o Modelo 464-17 já não os cumpria. Aos olhos dos decisores da Força Aérea, todo o processo de escolha do novo bombardeiro pesado, ameaçava transformar-se num fiasco e se viesse a ser produzido, poucas ou escassas melhorias de rendimento apresentaria sobre o Convair B-36, ao qual era suposto suceder. Como resultado, todo o projecto foi paralisado durante os seis meses seguintes. No entanto a expensas próprias a Boeing continuou trabalhando em novos modelos, conseguindo alcançar com o modelo 464-29, uma velocidade máxima de 730 km/h e um alcance próximo dos 8 500 quilómetros, ainda assim aquém dos requisitos novamente revistos, formalizados em dezembro de 1947, os quais exigiam uma velocidade de 800 km/h e um alcance de 13 mil quilómetros.
O cancelamento do contrato esteve para acontecer a 11 de dezembro de 1947, foi evitado in extremis por uma intervenção pessoal de William McPherson Allen presidente à época da Boeing, que se comprometeu a explorar e incorporar as recentes inovações tecnológicas. Porém a Boeing fez questão de apresentar um modelo convencional o 464-35, após ter estudado as asas voadoras representadas pelos modelos YB-35 e YB49, da rival Northrop, concluindo que ambos enfermavam de graves problemas de estabilidade, este modelo no entanto foi novamente descartado por não atender as especificações exigidas, ainda que por margem mínima.
Seguiu-se uma disputa negocial entre o poder político e a hierarquia militar, para resolver o impasse criado, o qual terminou favorável aos desígnios da Força Aérea, que se recusou a abrir um novo concurso público para apresentação de novas proposta, sugerindo à Boeing a adoção do reabastecimento aéreo, como medida inicial, para que o modelo 464-35 alcançasse os requisitos em termos de raio de ação. Mais tarde foi ainda sugerido que os recentes motores a reação fossem incorporados ao projeto.
Em julho de 1948 é apresentado um estudo preliminar (modelo 464-40), que substituiu os motores turboélices por turborreactores Westinghouse J40.
Contudo a 21 de outubro ainda em 1948, a Boeing optou por um avião completamente novo propulsionado pelos mais recentes e eficientes turborreatores Pratt & Whitney J-57. Daí resultando o modelo 464-49 cuja maqueta foi apresentada no dia 25 do mesmo mês. Inspirado no B-47 Stratojet, apresentava uma asa em flecha a 35°, oito motores dispostos aos pares, sob quatro suportes (dois por asa) suportes sub-alares, um inovador trem de aterragem quadriciclo em disposição dupla, auxiliados por um trem simples na ponta de cada uma das asas para suporte e estabilidade no percurso em terra (taxi-away).
Longe de ser um B-47 Stratojet em ponto maior, o B-52 foi desenvolvido partindo de uma ideia inicial bem diferente, a qual foi sujeita a várias e grandes alterações na configuração inicial, fruto dos rápidos progressos tecnológicos nos anos imediatamente seguintes ao terminus da Segunda Guerra Mundial. Qualquer semelhança com o B-47 foi obtida pelo desenvolvimento e não pelo aproveitamento de um projecto já existente.

## Projecto
Cockpit

Disposição da tripulação na actualidade (B-52H)

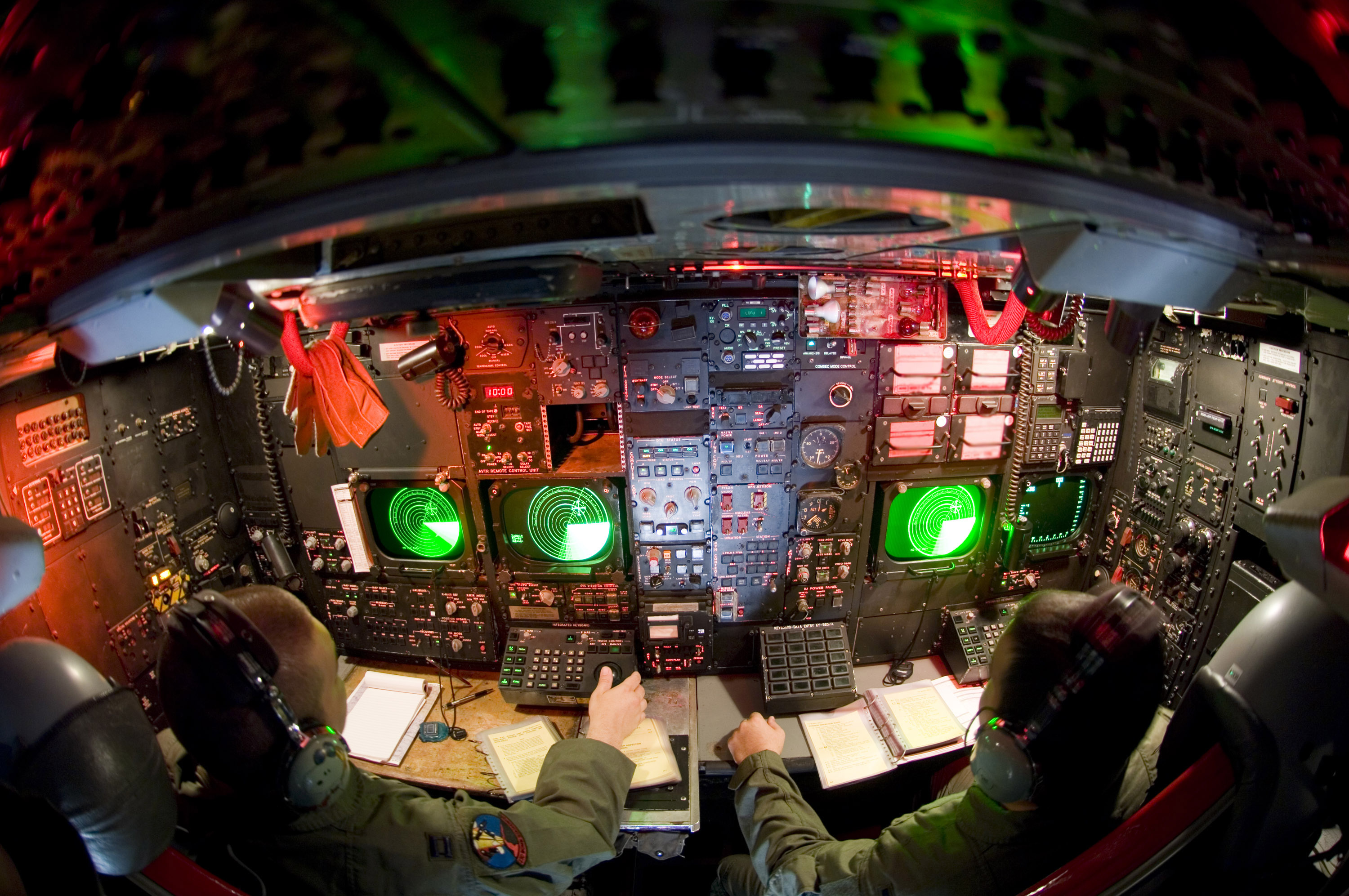
Consolas dos navegadores no piso inferior(antes da modernização - B-52H)

O habitáculo da tripulação em tandem, previsto e usado no primeiro protótipo XB-52, foi alterada por pressão do General Curtis LeMay comandante do SAC (Comando Aéreo Estratégico) adepto incondicional de um cockpit tal como o conhecemos na actualidade. Embora o B-52 seja um avião grande sob todos os aspectos, as acomodações para a tripulação são constrangedoras. O espaço está dividido em dois pisos em todas as versões, no piso superior naturalmente virados para a frente, estão os assentos ejectáveis destinados ao piloto e copiloto, em posição oposta estão situados as posições também elas equipadas com assentos ejectáveis destinadas ao operador dedicado à guerra electrónica e ao lado deste um lugar livre, que usualmente era ocupado pelo operador da torre armada antes de esta ter sido eliminada, mas que nas versões iniciais até à variante F inclusive, dispunha de um compartimento pressurizado na traseira da fuselagem.
Fuselagem
Semimonocoque com uma secção transversal rectangular em torno de quatro longarinas transversais ligeiramente cerceadas e unidas por anéis. Com 2,80 m de largura e 3,70 m de altura é composta por quatro secções principais. A da frente aloja o cockpit e os postos de contra-medidas no deck superior e de navegação no deck inferior, a secção central composta pelos depósitos de combustível centrais e o trem de aterragem da frente e posterior imediatamente antes e após o compartimento interno de bombas, a secção traseira aloja equipamento diverso e a secção da cauda composta pelo principal equipamento de guerra electrónica e contra medidas defensivas, bem como até à variante F inclusive, um compartimento pressurizado para o operador da torre equipada com quatro metralhadoras Browning M2 de calibre .50.
Asas

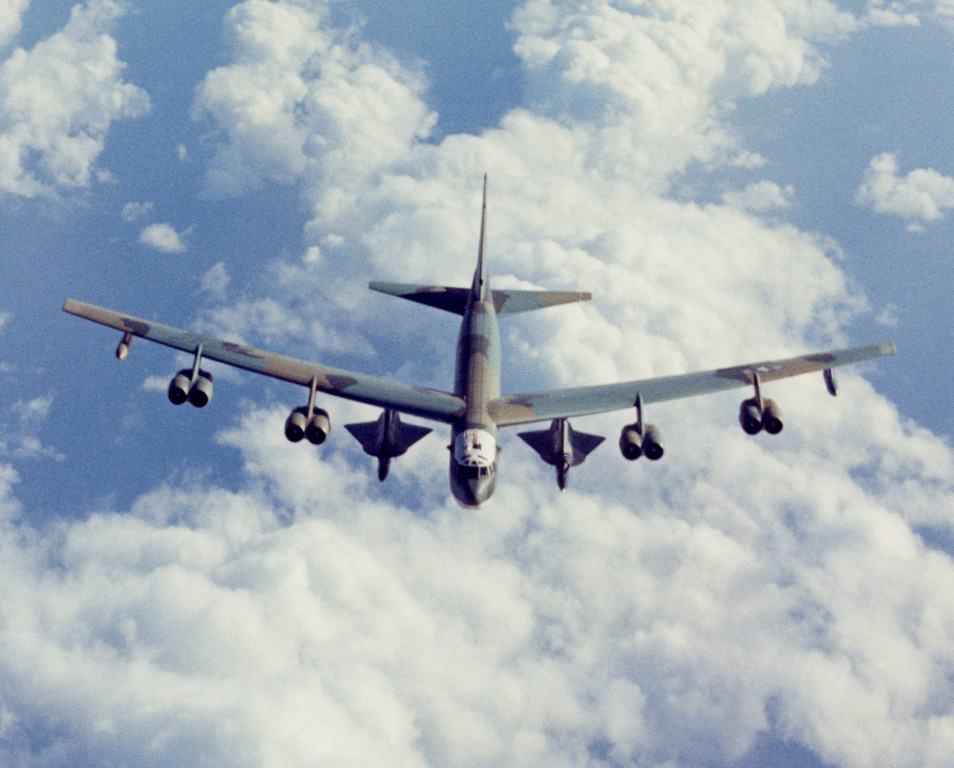
B-52 usado como nave-mãe transportando sob suas asas duas aeronaves parasitas: os drones de reconhecimento aéreo Lockheed D-21.

O tipo de asa que equipa o B-52, surgiu pela conjugação de estudos efectuados pela Boeing e USAF. A sua espessura permitiu a instalação de depósitos de combustível no seu interior, o que melhorou de forma incondicional a flexibilidades e desempenho, com um ângulo de 36° em flecha, cada asa suporta dois pares de motores equidistantes entre si e na parte exterior, depósito de combustível externo e um trem de aterragem chamado de protecção, porque estabiliza a asa em fases críticas como a descolagem, a aterragem e manobras no solo. Dividida em cinco secções principais (central, 2 exteriores e 2 interiores) é suportada por duas longarinas longitudinais (frontal e traseira) reforçadas por anéis que ajudam a definir a forma, os controlos de voo (spoilers, estabilizadores e flaps) estão colocados ao longo da longarina traseira.
No âmbito dos acordos de redução de armas (START), foram instaladas em 169 aeronaves dos modelos G e H, na junção do bordo de ataque de cada asa com a fuselagem, estrias perfuradas que permitiam um fluxo de ar para o arrefecimento dos aviónicos destinados ao controlo configuração e lançamentos dos mísseis de cruzeiro, mas a função principal destinava-se a facilitar o reconhecimento por satélites Russos dos bombardeiros habilitados a transportar e disparar os referidos mísseis. Estas estrias melhoraram em aproximadamente 2% a eficiência aerodinâmica das asas.
Trem de aterragem
Devido à sua capacidade intercontinental as asas do B-52 são quase totalmente utilizadas como depósitos de combustível, obrigando a deslocar o trem de aterragem, assim foi criada uma solução de ancoragem e alojamento na fuselagem que o torna ainda na actualidade único e distinto entre todas as aeronaves. Considerado secreto durante a fase de desenvolvimento e de segurança restrita à época da sua apresentação, as fotografias eram retocadas de modo a não apresentarem o trem de aterragem e ou era evitada a sua visualização recorrendo ao encobrimento por telas. Tecnicamente e em modo simplificado trata-se de uma solução em quadriciclo, composta por dois macacos hidráulicos (ou amortecedor hidráulico) colocados à frente do porão de bombas um de cada lado da fuselagem e outros dois com a mesma disposição, imediatamente a seguir à traseira do mesmo porão, a cada macaco estão acoplados dois pneus.
Todo o conjunto é ainda formado por um sistema de travagem e um de direcção, controlados electricamente, accionados hidraulicamente e bloqueados de modo mecânico, recolhendo em cerca de 10 a 15 segundos e abrindo em 15 a 20 segundos.
Entre os motores exteriores e os depósitos externos de cada asa, estão localizados os trens de aterragem auxiliares, também chamados de protecção porque asseguram a estabilidade lateral, quando em condições de aterragem ou descolagem violentas ou quando o peso bruto transportada nas asas é elevado, actuam também na protecção das asas quando em manobras no solo, por efeito conjugado da força centrífuga e do peso transportado pela asa, esta se inclina em demasia evitando o impacto no solo e assegurando a sua estabilidade pelo amortecimento do choque. Em condições de aterragem com vento cruzado existe a possibilidade de bascular até 20º (graus) a fuselagem para cada uma das laterais, mantendo o trem de aterragem o alinhamento com o eixo da pista.

### Problemas estruturais
Planejado, como a maioria dos bombardeiros da USAF, para uma vida útil expectável de cinco mil horas de voo, suportando fatores de carga positivos ligeiramente superiores a 2,0 e nenhum fator negativo, foi pela primeira vez sujeito a reformas estruturais, no início de 1960, sob o programa de três fases conhecido como High Stress, aplicado a todos as aeronaves quando atingissem as duas mil horas de voo. A fadiga estrutural foi agravada pela mudança de atitude nas novas missões, ditadas pela ameaça antiaérea da ex União Soviética, que obrigou as aeronaves a fazerem penetração de baixa e muito baixa altitude em oposição às missões para que foi planeado e produzido o bombardeamento de alta altitude. Ao logo da sua muito longa vida operacional, foi sujeito a muitas e diversas reformas da estrutura e das asas, reformas essas destinadas apenas a uma versão específica ou aplicadas à generalidade das aeronaves operacionais, acompanhando a fadiga provocada pela exigência das operações de um teatro de guerra moderno, e ou o stress provocado pelo aumento do peso bruto admissível.

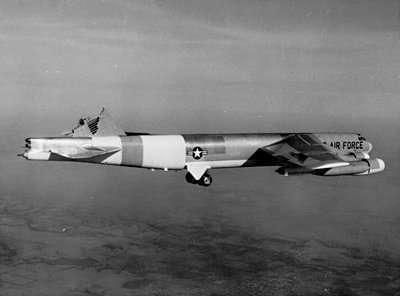
B-52H (61-0023), configurado para investigar questões de fadiga estrutural, de notar a ausência de estabilizador vertical

Atualizações estruturais mais importantes durante a década de 1960
- Ao longo de 1960 - Programa ECP (engineering change program)-600

Não um verdadeiro programa de reforma, mas antes um programa de testes desenvolvido pela Boeing em colaboração com a Força Aérea, destinado a demonstrar que o uso intensivo aliado ao voo a baixa altitude, encurtaram significativamente a vida útil das aeronaves. Os receios são confirmados em janeiro de 1961, quando o B-52G (58-0187), uma fuselagem com apenas 650 horas de voo, desenvolveu brechas nas asas quando voava a grande altitude, dando origem a perdas significativas de combustível, vindo a cair durante a tentativa de aterragem de emergência por colapso total da asa direita.
- Aprovado o financiamento em maio de 1961 - Programa ECP-1050

Realizado após o final da Crise dos mísseis de Cuba, destinado a reforçar a amarração das asas à fuselagem, pelo incremento da espessura dos feixes, bem como a utilização de uma liga de alumínio mais resistente, substituídos os fixadores de titânio por novos de aço anticorrosão (Inox), os painéis de cobertura das asas foram reforçados, foram ainda realizadas mais uma dúzia de modificações menores. Custo aproximado 219 milhões de dólares.
- Com início em setembro de 1963 - Programa ECP-1128-1

Reforço da parte superior da fuselagem e fortalecimento do estabilizador vertical. Custo aproximado 88 milhões de dólares.
- Com início em maio de 1966 - Programa ECP-1185

Substituição dos painéis de cobertura das laterais da fuselagem os seus fixadores e a substituição das longarinas superiores. Esta atualização foi realizada apenas quando das inspeções e manutenção se manifestavam necessárias (IRAN. Inspect and Repair as Necessary). Custo aproximado de 65 milhões de dólares.

### Atualizações
A lista de modificações estruturais e do equipamento presente no seu interior começou ainda em 1959 e continua até ao presente, conseguindo desde a primeira hora que o BUFF se mantenha como uma aeronave de primeira linha. As modificações incluem radar de rastreio e exclusão de colisão com o solo, aumento da estabilidade quando em voo a baixa e muito baixa altitude, sistema de visualização com equipamentos electro-ópticos, como televisão de baixa luminosidade e prospecção frontal por infravermelhos (FLIR), capacidade de comunicação global por satélite, reconstrução das asas e fortalecimento da fuselagem e uma constante modernização dos aviónicos.
- 1959 a 1969 - Programa ECP-1000

Esta atualização, também conhecida como Big Four modification, otimizou a capacidade para efetuar voos a altitudes iguais ou inferiores a 150 metros, pela inclusão de um radar de rastreamento do solo e atualização do radar de altitude (altímetro). Introduzidas as alterações para habilitar o lançamento do míssil de cruzeiro AGM-28 Hound Dog e do engodo ADM-20 Quail, foram ainda introduzidos novos e melhorados os existentes, equipamentos de contra medidas electrónicas (ECM) e reforçadas algumas secções na estrutura da fuselagem mais sujeitas a fadiga, estas modificações foram aplicadas a todas as aeronaves em condição operacional das versões B-52C/D/E/F/G/H.
Sistema de visão Electro-óptico
Modificação/atualização aplicada entre 1972 e 1976 a todos os B-52G/H, destinada a melhorar substancialmente e de forma segura, a penetração a baixa e muito baixa altitude em ambiente noturno, ou de dia sob severas condições atmosféricas. Composto pelo sistema de visão AN/ASQ-151, associado a um FLIR (sistema de sensores de varrimento frontal por infravermelhos) e um sistema de televisão de baixa luminosidade e alta definição.
Mísseis de cruzeiro
Modificação efetuada em 194 aeronaves dos modelos G e H, para as capacitar para o transporte e lançamento de até doze mísseis de cruzeiro. Posteriormente 82 B-52H voltaram a ser modificados para poder transportar oito mísseis adicionais.
Sistema LITENING

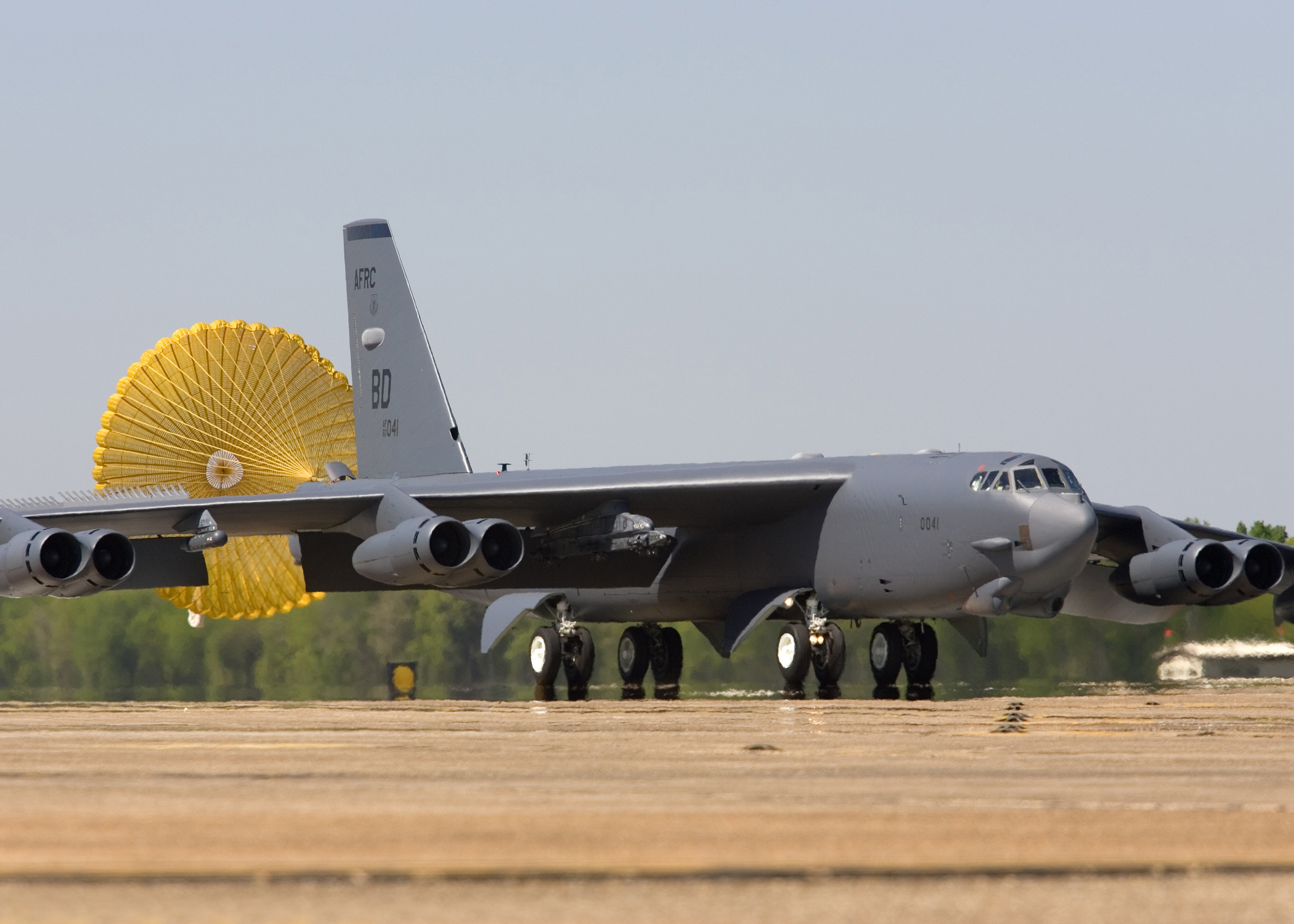
Sistema LITENING montado entre os dois motores deste B-52H

Sistema de busca e rastreio de objetivos, capaz de monitorizar e disparar contra 12 possíveis alvos em simultâneo, para uma diversidade de armas de precisão em todas as condições de visibilidade e atmosféricas. Apesar de sua idade, o B-52 com esta atualização, posicionou-se no primeiro lugar entre os três bombardeiro pesados do inventário da USAF o único capaz de executar com eficácia toda a gama de missões do atual e moderno teatro de guerra.
Novo motor (proposta)
Proposta sugerida pela Boeing, destinada a equipar a atual frota de B-52H com o motor Rolls-Royce RB211 534E-4. Segundo o proponente a substituição dos oito motores Pratt & Whitney TF33 pelos quatro motores propostos, representaria um incremento da potência disponível na ordem dos 18%, um alcance maior e um aumento da carga bélica transportada, enquanto o consumo de combustível diminuiria substancialmente. Cálculos realizados pela própria Boeing, estimaram o custo da operação em dois bilhões e meio de dólares, para a remotorização de 71 aeronaves, duas vezes superior ao orçamento necessário para manter os atuais motores.
Um estudo realizado pela Defense Science Board Task Force, um organização federal destinada a aconselhar o Secretário de Estado da Defesa na tomada de decisões, concluiu que a prazo a não tomada de decisão até ao pretérito ano de 2010, acarretaria custos elevados para o erário público. A tecnologia atual permite aos novos motores, serem mais poderosos e mais eficientes quanto ao combustível, permitindo assim economias de escala importantes e ainda uma menor necessidade de reabastecedores em voo.
Combustível
Em agosto de 2007, Michael Wynne (Air Force Secretary) certificou o B-52H Para o uso de uma mistura de combustível JP-8 e combustível sintético, em partes iguais. Esta certificação surge após a realização de intensos testes ao longo do ano de 2006, no âmbito de uma iniciativa do Departamento de Defesa destinada a reduzir o consumo de combustível proveniente da exploração de crude e substitui-lo definitivamente por por fontes alternativas até 2016.
B-52 CONECT (Combat Network Communication Technology)
Programa iniciado em Abril de 2005 destinado a otimizar, integrar/centralizar e imunizar contra radiações electromagnéticas resultantes de uma explosão nuclear o sistema de comunicações, assegurando transmissão de voz e de dados em modo automático (datalink), encriptado e digitalizado com os centros de comando e controle terrestres e ou aéreos, outras aeronaves e satélites, atualizando em tempo real a situação táctica operacional durante uma missão de ataque, permitindo ainda que uma aeronave possa controlar os mísseis de cruzeiro lançados por outras aeronaves, por exemplo atribuindo novos alvos. Inclui ainda novos display multi funcionais a cores, sistema interno de comunicações, também apto a operar em ambiente nuclear e uma nova arquitetura do sistema de computação. O primeiro avião foi entregue à força aérea em Agosto de 2011, após a conversão e um extenso e rigoroso programa de testes, esta atualização será aplicada a toda a força operacional dos B-52H.

#### Extensão de vida útil até 2040
Tomada a decisão de prolongar a operacionalidade da frota de B-52H ainda em atividade, 85 exemplares no activo, mais nove unidades em reserva, estão em curso desde finais de 2005 em modo faseado as seguintes 31 atualizações/modificações:
|  | - Sistema de posicionamento global (GPS) - Sistema táctico de navegação (TACAN) - Sistema integrado de gestão do armamento convencional (ICSMS) - Sistema integrado de comunicações seguras ARC-210 - Integração do míssil AGM-142 Have Nap - Integração de baterias de elevada fiabilidade e sem manutenção - Sistemas de ECM e ECCM melhorados - Sistema de diagnóstico e teste dos suportes externos de armamento (OAPT) - Sistema de apoio ao planeamento das missões (AFMSS) - Sistema de visualização electro-óptico 3 em 1, - programa de integração de armas avançadas (JDAM, WCMD, JSOW, JASSM) - Sistema de iluminação do cockpit, compatível com visão nocturna - Sistema de visão noturna compatível com o assento ejectável - Gravados padrão de registo dos factores de carga (força gravítica) - Atualização de meia vida dos aviónicos |  |  | - Sistema defensivo de ECM ALR-20 - Sistema de monitorização da temperatura do combustível - Óculos de Visão noturna panorâmicos - Sistema avançado anti-infravermelhos (flares) - Sistema de monitorização dos motores em tempo real - Sistema de recolha e gravação de dados em circuito fechado - Radar de aquisição de alvos de alta precisão - Substituição dos motores Pratt & Whitney TF33 - Sistema de proteção auto-letal - Modernização do cockpit - Sistema de encriptação de comunicações, KY-58 - Sistema de gravação vídeo aerotransportado (AVTR) - Altímetro adicional de pressão no cockpit - Sistema melhorado de gestão de bombardeamento - Novo sistema de contra-medidas de Chaff e Flare - Actualização do sistema de apoio aos dispensadores de Chaff e Flare |  |

### Produção e custos
| Modelo | Seattle | Wichita | Total |
| ------ | ------- | ------- | ----- |
| XB-52  | 1       | 0       | 1     |
| YB-52  | 1       | 0       | 1     |
| B-52A  | 3       | 0       | 3     |
| B-52B  | 50      | 0       | 50    |
| B-52C  | 35      | 0       | 35    |
| B-52D  | 101     | 69      | 170   |
| B-52E  | 42      | 58      | 100   |
| B-52F  | 44      | 45      | 89    |
| B-52G  | 0       | 193     | 193   |
| B-52H  | 0       | 102     | 102   |
| Total  | 277     | 467     | 744   |
|        |         |         |       |
|        |         |         |       |

| Data contracto                           | Qt. e modelo                     | Custo total   | custo unitário    |
| ---------------------------------------- | -------------------------------- | ------------- | ----------------- |
| Dezembro de 1952                         | 3x B-52A, 17x RB-52B             | 594,5 milhões | 29,5 milhões      |
| Junho de 1953                            | 23x B-52B, 10x RB-52B, 35x B-52C | 495,4 milhões | 7,3 milhões       |
| Setembro de 1954                         | 50x B-52D                        | 226,7 milhões | 4,5 milhões       |
| Dezembro de 1954                         | 27x B-52D                        | 277 milhões   | 10 milhões        |
| Inicio da produção na fábrica de Wichita |                                  |               |                   |
| Dezembro de 1955                         | 51x B-52D, 26x B-52E             | 313,7 milhões | 4,1 milhões       |
| Março de 1956                            | 42x B-52D, 14x B-52E             | 252,2 milhões | 4,6 milhões       |
| Agosto de 1956                           | 16x B-52E, 44x B-52F             | 246,4 milhões | 4,1 milhões       |
| Junho de 1958                            | 53x B-52G                        | 508,5 milhões | 9,6 milhões       |
| Junho de 1958                            | 101x B-52G                       | 382,7 milhões | 3,8 milhões       |
| Junho de 1959                            | 39x B-52G                        | 134,2 milhões | 3,4 milhões       |
| Junho de 1960                            | 62x B-52H                        | 425,2 milhões | 6,8 milhões       |
| Junho de 1961                            | 40x B-52H                        | 216,2 milhões | 5,4 milhões       |
| Totais                                   | 744 unidades                     | 4,511 milhões | médio 6,1 milhões |

## Variantes
XB-52 / YB-52

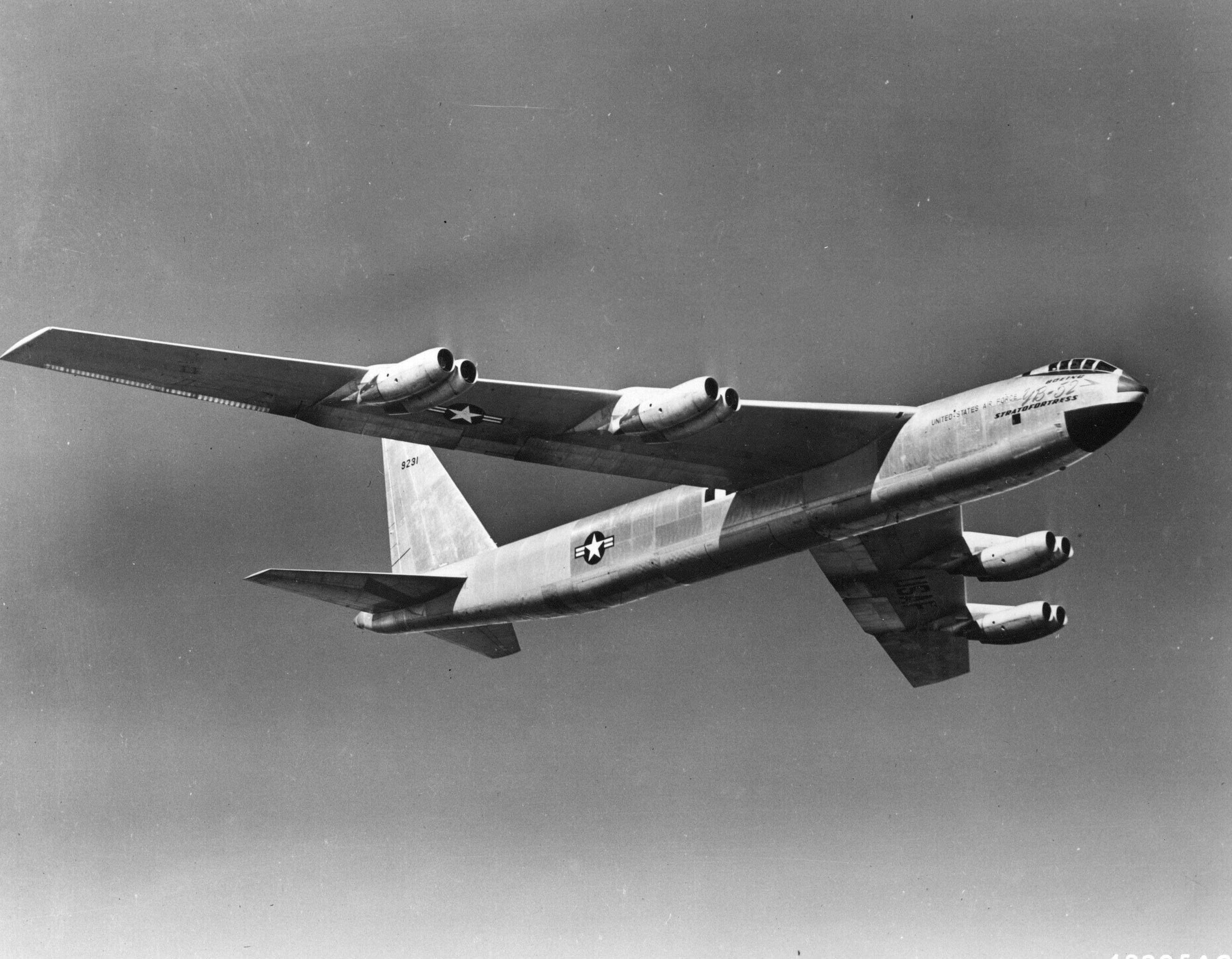
YB-52 o 2.º protótipo em voo, de notar o cockpit em tandem

O primeiro protótipo XB-52 número de cauda 49-230, foi completado em 29 de Novembro de 1951, saiu das instalações da Boeing em Seatle durante a noite e efetuou testes de sistemas e de rolamento durante duas horas, após as quais voltou à linha de montagem, segundo a versão oficial, para a introdução de melhorias significativas. Na realidade durante o teste de pré-voo o sistema pneumático de pressurização explodiu provocando graves danos estruturais. Imobilizado a aeronave para reparações durante quase um ano, veio a voar pela primeira vez a 2 de Outubro de 1952, seis meses após o primeiro voo do segundo protótipo YB-52 número de cauda 49-231, exteriormente idêntico ao XB-52 voou a 15 de Abril de 1952, durante duas horas e quinze minutos. Tal como o XB-52 evoluíram em apoio do programa de desenvolvimento, realizando os testes de voo da fase um. Não sobreviveram até aos nossos dias, na década de 1960 foram enviados para a sucata.
B-52A

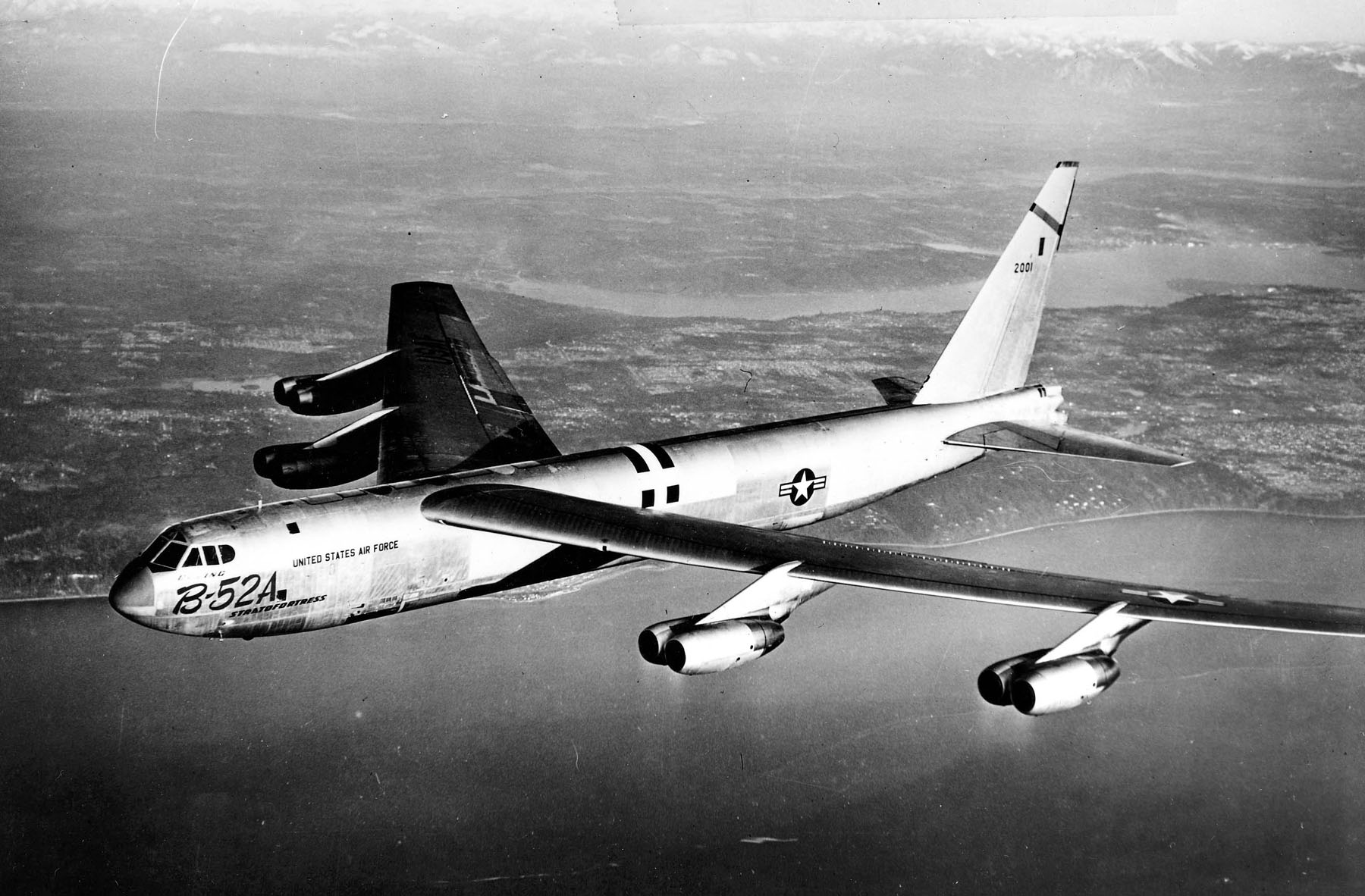
O primeiro B-52A número de cauda 52-001. De notar a ausência dos tanques no extremo das asas

Foram encomendados pela Força Aérea, ainda a construção dos dois únicos protótipos não tinha terminado, contrariando a política oficial ainda aplicada no presente "voar antes de comprar", 13 aeronaves B-52A, das quais apenas três foram construídas e de imediato devolvidas à Boeing para serem usadas no programa de testes e desenvolvimento, as restantes 10 unidades foram completadas e entregues no padrão de construção B-52B, conforme a alteração do contrato de adjudicação promovida pela USAF. O B-52A foi extensamente redesenhado em relação aos dois protótipos e incorporou novas características, que se tornaram padrão nas variantes seguintes. A canopy em forma de bolha no topo da fuselagem foi eliminada e os pilotos acomodados na configuração semelhante à usada no cockpit dos aviões comerciais, obrigando a um aumento de 1,21 metros na fuselagem, trem de aterrissagem com sistema direcional para contrariar os efeitos do vento cruzado e novos motores J57-P-1W com possibilidade de injeção de água na combustão para aumento da potência durante a decolagem, para o que foi adicionado um depósito de água de 1,365 litros na traseira da fuselagem, junto ao estabilizador vertical. Este novo motor possui uma potência em seco de 44,5 kN e 49,0 kN com injeção de água. Foram ainda incorporados dois depósitos externos de combustível com 3 750 litros de capacidade cada, transportados nos extremos de cada uma das asas e sem possibilidade de ejeção, permitindo estender o já elevado raio de acção, pese embora o fato de estar equipado com um receptáculo que se manterá em todas as versões posteriores, habilitando a aeronave a efetuar reabastecimento aéreo.
NB-52A
Extensa modificação efetuada no B-52A número de cauda 52-003 (terceiro e último produzido desta versão), para adequar a aeronave de modo permanente e exclusivo ao transporte e lançamento, do avião experimental propulsionado por foguete North American X-15. Nesta configuração voou pela primeira vez a 14 de Novembro de 1958 na Base Aérea de Edwards e ficou conhecido como "The High and Mighty One".
B-52B

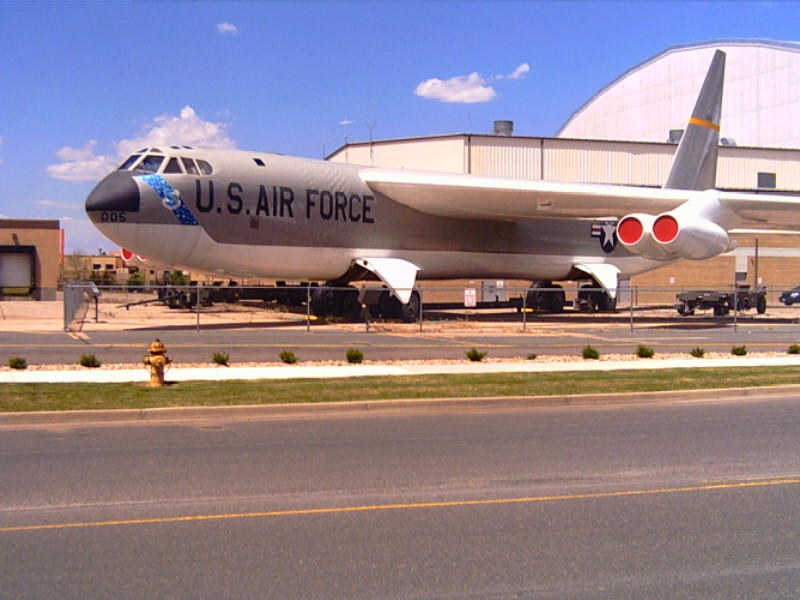
Um B-52B em exposição estática

Primeira versão a alcançar capacidade operacional, com a 93ª Ala de bombardeiros situada na Base Aérea de Castle na Califórnia. Possuía em relação ao B-52A mudanças menores ao nível da motorização e da aviónica. A sua operacionalidade foi interrompida no ano de 1956, em fevereiro e julho, devido a acidentes, atrasando significativamente a formação de pilotos.
NB-52B
Modificação permanente idêntica à introduzida no NB-52A, aplicada ao oitavo RB-52B (número de cauda 52-008) produzido, para dar assistência no programa de pesquisa X-15, e outros programas experimentais. Esta aeronave foi retirada em 2005 e ficou conhecida como eight balls, nome que deriva do seu número de cauda ((52)-008).
RB-52B
Modificação aplicada a 27 dos 50 B-52B produzidos, consistia na instalação de um contentor, no porão interno de bombas, recheado de equipamentos de busca e interseção de comunicações, diverso equipamento de fotografia e assentos para dois tripulantes, operadores do equipamento, com capacidade de ejeção inferior. Este equipamento demorava cerca de quatro horas a ser instalado.
B-52C
Viu o seu alcance incrementado pela adição de depósitos de combustível esternos de maior capacidade, permitindo o transporte total de 157 851 litros, necessariamente o peso bruto admissível da aeronave também aumentou, sendo agora de 204 167 kg. A superfície inferior da aeronave foi pintada com uma tinta especial de tonalidade branca, destinada a refletir os efeitos térmicos da radiação, após a detonação de uma bomba nuclear.
B-52D

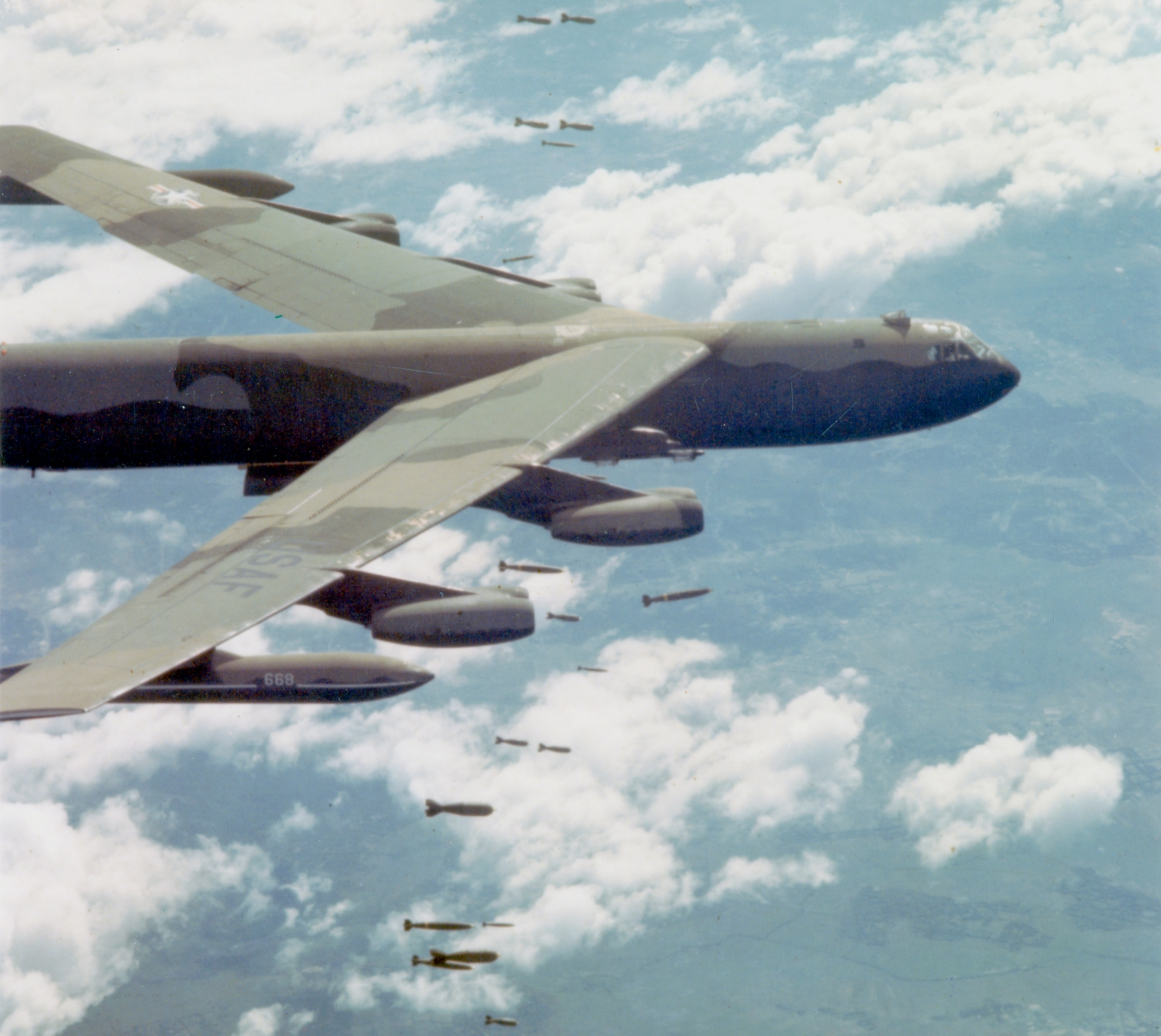
B-52D, largando bombas sobre o Vietname

Todos os aviônicos destinados à função de reconhecimento e presentes nas versões anteriores, foram retirados, aligeirando o peso da aeronave e permitindo uma maior capacidade de transporte de armamento. Esta versão foi construída para otimizar o bombardeamento convencional no conflito vietnamita, para o que foram ainda pintados na superfície inferior na tonalidade preta, dificultando o reconhecimento durante os bombardeamentos noturnos. Foram batizados com a designação Big Belly.
B-52E
Essencialmente similar ao B-52D, mas com o sistema de navegação e o sistema de bombardeamento melhorados.
B-52F
Muito idêntico ao modelo anterior, foi contudo equipado com novos motores J57-43 em substituição dos J57-19 e J57-29 utilizados nos B-52E, esta evolução obrigou a reorganizar o interior das asas para acomodar dois tanques extra de água para injetar nos motores. Foram ainda substituídas as turbinas de ar orientadas e respectivos alternadores, por outros mais eficientes e fiáveis.
B-52G

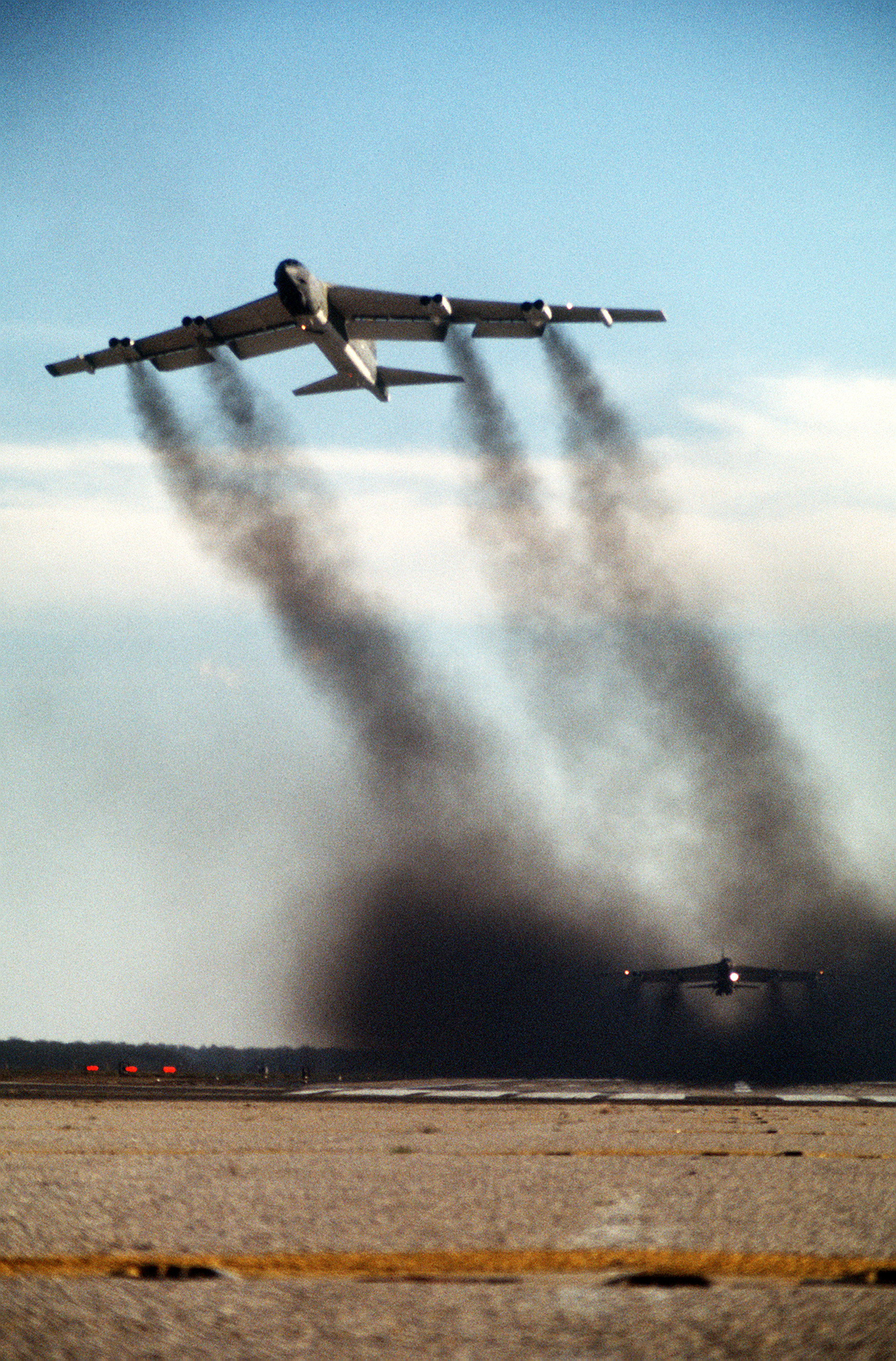
B-52G descolando em Barksdale AFB. O fumo negro deve-se à injecção de água na combustão para aumento da potência

Primeira variante exclusivamente produzida na linha de montagem de Wichita, foi ainda a mais numerosa totalizando 193 unidades. Conhecida como a primeira variante "short-tail" (estabilizador vertical mais pequeno) uma das opções tomadas na aplicação do programa da força aérea e da Boeing destinado a reduzir o peso da aeronave. Externamente distingue-se das anteriores versões por usar um estabilizador vertical mais pequeno, um novo tipo de asa, que embora mantendo as dimensões anteriores é totalmente ocupada por depósitos de combustível integrais, aumentando a capacidade de combustível disponível, consequentemente também o raio de ação sem reabastecimento da aeronave foram ainda introduzidas alterações menores ou pouco noticiadas como, o aumento da redoma do nariz, o cone de cauda modificado e a eliminação definitiva dos Ailerons. Internamente a posição do operador de armamento foi revista deixando de estar alojado em compartimento próprio na traseira da aeronave, movendo-o para junto do operador de guerra electrónica, onde podia operar as armas de cauda, em caso de avaria do controlo de tiro AGS-15, por controlo remoto ou circuito interno de televisão. O B-52G foi também a primeira variante habilitada a transportar e lançar o míssil de cruzeiro de primeira geração AGM-28 Hound Dog e também o cancelado míssil balístico de dois andares lançado por avião (ALBM), GAM-87 Skybolt.
Iniciado o projeto em Junho de 1956, entrou ao serviço em 13 de Fevereiro de 1959 (B-52G número de cauda 47-6478), foi utilizado no conflito Vietnamita durante a operação Linebacker II, complementando a frota B-52D, esta breve incursão ao longo de 11 dias de campanha, saldou-se pela perda de 7 aeronaves da variante G seis das quais devido aos mísseis de defesa aérea e a sétima aeronave provavelmente, por falha estrutural logo após a decolagem em Guam. Finalmente foi ainda utilizado na operação Desert Storm durante a primeira guerra do Golfo, após a qual foi gradualmente retirado do serviço operacional até à primavera de 1994.
B-52H
A variante H é semelhante e usufruiu das mesmas mudanças estruturais aplicadas nos B-52G. A atualização mais importante é a adoção dos motores Pratt & Whitney TF33-P-3, apesar dos problemas iniciais de fiabilidade, corrigidos entre 1962 e 1964 pelo programa de ajustes Hot fan, indo de encontro às pretensões da Força Aérea que pretendia um motor isento de falhas entre cada 600 horas de operacionalidade, foi assim possível uma notória economia de combustível, um raio de ação superior e uma corrida para decolagem inferior em 350 metros comparativamente aos anteriores Pratt & Whitney J57 que equipavam a versão G. Foi ainda substituída a torre armada com quatro metralhadoras Browning M2 de calibre .50, por uma outra orientada pelo sistema de controle de tiro AN/ ASG-21 e equipada com o canhão M-61 Vulcan de seis canos rotativos e 20 milímetros cada, a arma padrão dos caças tácticos norte-americanos. Posteriormente a torre foi definitivamente eliminada (1991 - 1994).
O primeiro voo aconteceu a 10 de Julho de 1960, adquiriu capacidade operacional em 9 de Maio de 1961. Única variante ainda no serviço ativo, o último exemplar construído foi o número de cauda 61-0040, o qual deixou a linha de montagem no dia 26 de Outubro de 1962.

## Serviço operacional
O B-52B foi a primeira variante a obter condição operacional a 29 de junho de 1955, mais propriamente a aeronave número de cauda 52-8711, a qual voou pela primeira vez em Dezembro de 1954, no entanto as primeiras aeronaves de produção final foram os B-52A, que nunca atingiram capacidade operacional porque foram devolvidos ao fabricante para serem usados na função de testes e desenvolvimento.

### Guerra fria
No início da década de 1960 o SAC - Strategic Air Command, manteve simultaneamente em voo 24 sobre 24 horas na situação de alerta nuclear doze B-52, procurando diminuir o tempo de resposta e salvaguardar parte da frota, na eventualidade de um ataque nuclear Soviético. Iniciado com cariz altamente secreto, foi tornado público em Março de 1962, quando já tinham sido efectuadas mais de 6 mil missões. Conhecido como Chrome Dome (entre outros) este programa providenciava uma aeronave posto de comando aéreo, habilitada sem reabastecimento a permanecer em voo se necessário até 15 horas, transportando a bordo um General responsável pela monitorização via rádio (com o propósito de dar a entender aos Soviéticos que naquele momento se encontrava em patrulha um avião com armas nucleares.) das unidades em patrulha e capacitado para emitir ordens operacionais se tudo o mais falhasse, doze bombardeiros em patrulha de modo permanente, ou seja cada aeronave fazia turnos de 24 horas e só obtinha autorização para regressar quando substituído na área de patrulha, os bombardeiros totalmente equipados com armas nucleares percorriam por cada turno cerca de 11 mil Km à velocidade de cruzeiro económica de 650 Km/h aproximadamente, provocando um rápido desgaste nos aviões, acelerando o fim da sua vida útil expectável, esforço financeiro acentuado e stress permanente nas tripulações apesar de receberem treino específico. O aumento das taxas de prontidão e eficiência dos mísseis ICBM muito próximo dos 100%, aliado ao aumento exponencial dos custos, conduziram durante 1968 à decisão de abandonar o programa de alerta nuclear em voo.

### Guerra do Vietname
Desenhado e projectado para realizar bombardeamento nuclear, foi utilizado na guerra do Vietname em missões de bombardeamento maciço com armas convencionais, provando ser terrivelmente eficaz e bem sucedido. Voou 126 615 missões, lançando 2,63 milhões de toneladas de bombas ao longo dos seus oito anos de envolvimento no conflito. No auge da sua utilização no ano de 1972, chegaram a estar mais de 200 aeronaves à disposição e na maior missão de sempre foram utilizados nada menos que 129 aeronaves! No total foram perdidos 18 B-52, todos eles sobre o Vietname do Norte, correspondentes a 110 tripulantes dos quais 44 foram recuperados, 4 mortos, 24 capturados e 38 desaparecidos. Ainda no âmbito da actividade no Sudoeste Asiático foram perdidos devido a falhas mecânicas, más condições atmosféricas, acidente ou erro dos pilotos mais 12 aeronaves.
Os B-52 a serem utilizados no Vietname, estavam em teoria habilitados a transportar no compartimento interno de bombas, até 12 450 Kg de armamento convencional, usualmente bombas M117 de queda livre e uso geral com 340 kg cada, considerado um rácio custo benefício medíocre. No âmbito do programa South Bay 28 aeronaves da variante F sofreram modificações nos suportes externos sob as asas e no compartimento interno, proporcionando um aumento da carga transportada para aproximadamente 23 500 kg. Todavia não eram empregues operacionalmente, o poder político receava o antagonismo da opinião pública interna devido à desproporcionalidade dos meios empregues e receava também a atitude Sino-Soviética pelo uso de aeronaves concebidas para uso estratégico, isto apesar dos constantes apelos do comandante-em-chefe das tropas norte-americanas, o General William Westmoreland, para fazer uso dos B-52 contra bolsas Vietcong no Vietname do Sul, santuários de forças inimigas na selva junto à fronteira, ou simplesmente para genericamente aumentar o poder de fogo à disposição, entretanto o número de B-52F modificados para o transporte de bombas convencionais aumentava para 72 unidades, embora só metade desse número estivesse disponível regularmente na ilha de Guam para uso simultâneo.
Finalmente no dia 18 de junho de 1965 27 B-52F deram início às hostilidades bombardeando uma área de aproximadamente 40 Km a norte de Saigão, conhecida como triângulo de ferro e supostamente infestada de elementos Vietcong, saldando-se por uns poucos inimigos mortos ou feridos, existem fontes que colocam em dúvida que fossem realmente combatentes inimigos, e dois B-52F perdidos após colisão em voo, de que resultou ainda a perda de oito dos 12 tripulantes. Esta missão foi a primeira de muitas outras, efectuadas sob a designação Arc Light que designavam todas as operações de bombardeamento efectuadas por B-52, em apoio das forças terrestres e teve a duração de oito anos, até 1973.
Em Abril de 1966 os B-52F começaram a ser substituídos pelos B-52D, todos eles optimizados para bombardeamento de alta densidade, ficando habilitados a transportar até 84 bombas de 225 kg, ou 42 de 340 kg no compartimento interno, e ainda 24 340 kg externamente nos suportes sob as asas, esta alteração ficou conhecida como Big Belly.
Com a chegada de Richard Nixon ao poder, dá-se uma modificação nas orientações gerais de condução da guerra, por um lado uma musculação das respostas, por outro a Vietnamização do conflito com o início da retirada das forças norte-americanas, a qual é posta em causa com a invasão do Vietname do Sul por tropas do Norte em Março de 1972, nessa data ainda havia forças terrestres norte-americanas, mas já não asseguravam a linha da frente toda ela guarnecida por unidades sul-vietnamitas. A invasão foi esmagada e obrigada a retroceder com o empenhamento, das unidades aéreas da USAF, sob a denominação Freedom Train e posteriormente Linebacker II, as restrições impostas ao (não) bombardeamento da metade norte do Vietname foram levantadas, culminando num intenso bombardeamento de Hanoi e Haiphong com a duração de onze dias, no qual foi empenhadas toda a frota de B-52D, complementada por aproximadamente 60 aeronaves B-52G, totalizando mais 200 unidades a maior frota de bombardeiros alguma vez reunida, na era pós segunda guerra mundial para executar uma única missão. 15 B-52 foram perdidos, as tripulações mortas ou desaparecidas em combate o preço foi elevado, mas a magia e reputação dos mísseis de fabrico Soviético S-75 Dvina (SA-2 Guideline) caiu por terra com uma eficácia de apenas 3%. Com as áreas industriais transformadas em paisagem lunar o Vietname do Norte aceitou sentar-se à mesa das negociações sem pré-condições a 23 de janeiro de 1973.
A última missão de um bombardeiro B-52 aconteceu a 16 de agosto de 1973, pouco tempo após abandonaram definitivamente o Sudeste Asiático.
Vitórias ar-ar
Com uma probabilidade muito baixa de acontecer, dois artilheiros de cauda foram creditados com o abate de dois caças Mikoyan-Gurevich MiG-21.
- 18 de dezembro de 1972, Sargento Samuel O. Turner;
- 24 de dezembro de 1972, (first class airman) Albert E. Moore.

Um terceiro abate terá acontecido segundo fontes Vietnamitas, a 16 abril 1972.

### Guerra do Golfo (1990/1991)
Vinte e seis anos após o baptismo de fogo na Guerra do Vietname o veterano B-52 encontrava-se de volta, ao lado de montras tecnológicas como o F-117 Nighthawk ou o F-15E Strike Eagle, realizando os primeiros bombardeamentos convencionais depois de 1973, para os quais as suas tripulações estavam muito bem preparadas, devido à decisão tomada em 1988 de atribuir toda a frota da variante G à função de ataque convencional, deixando em exclusivo para os B-52H as missões de índole nuclear.
Oficialmente a Operação Tempestade no Deserto teve o seu início às primeiras horas do dia 17 de janeiro de 1991, mas para sete B-52G da 2.ª ala de bombardeiros baseados em Barksdale no Louisiana, começou no dia anterior quando iniciaram a longa rota até à Arábia Saudita, onde orbitando a 500 Km de Bagdade aguardaram pelo momento exacto, para lançarem (conjuntamente com outros vectores, navios e submarinos da US Navy) os 39 mísseis de cruzeiro AGM-86C, direccionados a alvos estratégicos como pontos e radares de defesa aérea, infraestruturas de comunicações e de electricidade, dando assim início às hostilidades.
Os 74 B-52G que efectuaram missões de combate na Operação tempestade no deserto foram atribuídos a quatro alas de bombardeiros com carácter temporário: a 1708ª BW (bomber wing/ala de bombardeiros) a operar em Jeddah na Arábia Saudita; a 4 300ª BW a operar em Diego Garcia no oceano Índico; a 80l.º BW em Moron na Espanha; 806ª BW em Fairford no Reino Unido. As aeronaves a operar a partir das bases de Diego Garcia e Moron nos primeiros dias de operações efectuaram ataques nocturnos usando o padrão de penetração de ataque nuclear, ou seja a baixa (entre os 100 e 150 metros) e muito baixa altitude (abaixo dos 100 metros), devido a uma temporária falta de munições para grande altitude na base de Diego Garcia, e também a uma inesperada dificuldade em reprogramar os computadores de controlo de tiro nos aviões estacionados em Moron. e também por decisão táctica aplicada aos aviões a operar a partir de Jeddah que a cada três horas lançavam até seis aeronaves, mantendo sobre bombardeamento cerrado e contínuo as unidades da Guarda Republicana Iraquiana, eliminando fisicamente, minando e enfraquecendo o moral das unidades mais bem preparadas ao dispor de Saddam Hussein. Apesar dos esforços de supressão das defesas antiaéreas Iraquianas, continuava a haver uma elevada densidade de tiro, proveniente de armas baixo calibre que incapazes de derrubar um avião com as dimensões do B-52 provocavam contudo alguns danos, obrigando os bombardeiros a operar acima dos 10 mil metros para os evitar, mas com o mesmo efeito prático e psicológico, pois a qualquer momento de dia ou de noite sem que se suspeitasse que na área estavam concentrados várias aeronaves, as bombas começam a cair, destruindo e provocando o pânico generalizado.
Apesar do começo algo atribulado os B-52G realizaram ao longo da campanha, aproximadamente 1620 saídas das quais 846 efectuadas pela 1708ª BW a operar em Jeddah, correspondentes a 3% do total das missões aéreas e 31% das armas/munições utilizadas contra as infraestruturas e unidades militares Iraquianas, Não sofreram perdas em combate, a única deveu-se a acidente operacional, no entanto houve vários B-52G severamente danficados por SAM e artilharia antiaérea de grosso calibre, que conseguiram alcançar as suas bases e depois de reparados voltar de novo ao activo. Houve inclusive um episódio que ficou famoso, por ter sido bastante comentado e alvo de várias versões; nos primeiros dias do conflito o B-52G número de cauda 58-0248, foi gravemente atingindo na cauda sem que o seu sistema de alerta e aviso antecipado de aproximação de mísseis tivesse localizado, avisado ou identificado qualquer ameaça ou varrimento por radar inimigo. De regresso à base em Jeddah sem a cauda, respectiva torre armada e os equipamentos de contra medidas electrónicas aí alojados e ainda dois metros e meio de fuselagem, no relatório o comandante da aeronave, atribuiu a causa ao impacto de artilharia antiaérea de grosso calibre, até porque era a hipótese mais plausível. Entretanto a parte Iraquiana reclamava o abate do avião. No dia seguinte o 58-0248 foi grosseiramente reparado, o suficiente apenas para realizar o último voo, com destino à sucata junto à base aérea de Andersen na ilha de Guam. Mais tarde uma investigação ao ocorrido revelou que foi um míssil AGM-88 HARM, lançado por um F-4G Wild Weasel contra um radar de orientação de mísseis Iraquiano, que terminou abruptamente a sua emissão para não ser descoberto, deixando o míssil norte-americano sem alvo, como programado o sistema de localização do míssil entrou em modo de busca e localizou a emissão do radar de orientação de tiro da torre armada na traseira do B-52, originando a alcunha In HARM's Way (no caminho do HARM).
| Tipo                                                                                    | Jeddah | Diego Garcia | Moron (ESP) | Fairford (GB) | Total  |  |
| --------------------------------------------------------------------------------------- | ------ | ------------ | ----------- | ------------- | ------ |  |
| M117                                                                                    | 22 532 | 10 398       | 9 527       | 2 193         | 44 650 |  |
| Mk 82                                                                                   | 8 261  | 6 225        | 2 632       | 560           | 17 678 |  |
| CBU-52                                                                                  | 2 122  | 360          | 457         | --            | 2 939  |  |
| CBU-58                                                                                  | 3 278  | 979          | 1 674       | --            | 5 931  |  |
| CBU-71/87/89                                                                            | 387    | 162          | --          | 255           | 804    |  |
| Outras                                                                                  | --     | 287          | --          | --            | 287    |  |
| Total                                                                                   | 36 580 | 18 411       | 14 290      | 3 008         | 72 289 |  |
| Legenda = M117 e MK-82 - bombas de queda livre uso geral / CBU - bombas de fragmentação |        |              |             |               |        |  |

### Jugoslávia (1999)
Com o fracasso dos esforços diplomáticos a 23 de Março de 1999 a NATO ordenou ataques aéreos contra alvos militares e policiais na antiga Jugoslávia e posteriormente contra alvos civis de elevado interesse económico. Os Estados Unidos participaram com oito bombardeiros B-52H (entre outras aeronaves), previamente deslocados para a base aérea de Fairford no Reino Unido, de onde operaram durante toda a campanha. Inicialmente usando mísseis de cruzeiro contra alvos da defesa aérea e após conquistada a superioridade aérea, com bombas convencionais de queda livre e alto explosivo. A operação designada Forças Aliadas pela NATO, terminou a 10 de Junho de 1999 e os B-52H após cumprirem 270 missões regressaram às suas bases de origem nos Estados Unidos.

### Afeganistão e invasão do Iraque (2003)

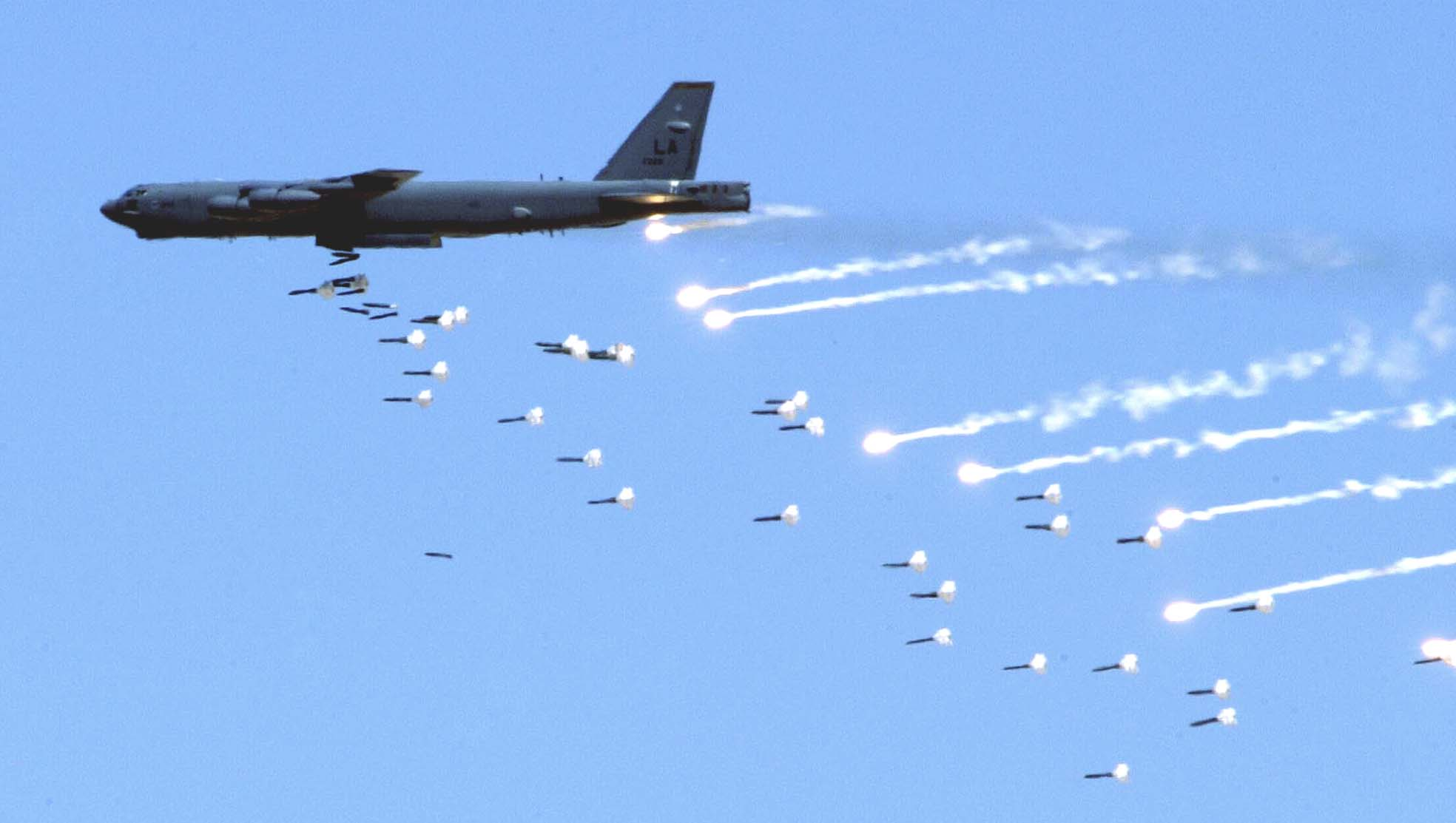
B-52H durante um exercício de treino. Lançamento de bombas e flare

Ainda antes da Invasão do Iraque em 2003, e em resposta às diversas provocações de Saddam Hussein, a zona de exclusão aérea imposta após a Operação Tempestade no Deserto foi alargada para muito perto da zona limítrofe de Bagdade, pelo que foi necessário eliminar tudo o que fosse considerado uma ameaça à supremacia aérea da USAF. A 13 de Setembro de 1996 dois B-52H fizeram a sua estreia na zona do golfo Pérsico, participando no esforço de eliminação das ameaças, com o lançamento de 13 mísseis de cruzeiro AGM-86C, versão que tinha sido recentemente introduzida e que é orientado por coordenadas GPS. Dois anos mais tarde uma nova incursão no âmbito da Operação Desert Fox, forças dos Estados Unidos apoiadas pelos Britânicos bombardearam durante quatro dias posições Iraquianas, os B-52H foram mais uma vez utilizados lançando 90 mísseis AGM-86C.
Em 2001 e 2002 no Afeganistão, voltaram a mostrar a sua enorme valia ao realizarem ataques de precisão, com bombas orientadas por GPS e mantendo-se na área esperando por novas ordens. Os B-52H atribuídos ao teatro de guerra no Afeganistão, operavam a partir da base Britânica na ilha de Diego Garcia no oceano Índico.
Durante a invasão do Iraque em 2003 na sua fase inicial em apoio das forças terrestres, providenciaram ataques de precisão a grande altitude, possibilitados pela inclusão do designador laser de origem Israelita e produzido pela Northrop Grumman, Litening II.

### Desativação

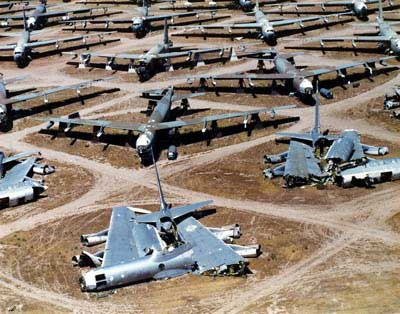
B-52 destruídos de modo a serem vistos por satélites Russos de acordo com o tratado de redução de armas START.

Os primeiros B-52B começaram a ser desativados em Março de 1965 após atingirem o final da sua vida estrutural, de modo faseado até Junho de ano seguinte todos foram retirados. Alguns poucos foram aproveitados para instrução das equipes de manutenção, os restantes foram armazenados no AMARG junto da base aérea de Davis-Monthan. A primeira aeronave da variante B construída encontra-se preservada no Strategic Air and Space Museum no estado do Nebraska.
Os B-52C foram retirados do inventário e armazenados no AMARG em 1971, três meses após o planejado cinco anos antes, quando o secretário da defesa Robert McNamara decidiu cortar nos custos e subsequentemente nas aeronaves. A mesma decisão afetou os modelos E abatidos ao inventário entre 1967 e Março de 1970 e a maioria das aeronaves da variante F, retirados entre 1967 e 1973 com exceção de 23 unidades utilizadas na função de treino e sobreviveram até finais de 1978. Apesar de também abrangidos pela decisão de cortes nas aeronaves, os B-52D alguns dos quais já com dez mil horas de voo, o dobro do projetado, devido à extensa utilização no conflito Vietnamita que reclama um envolvimento crescente, são mantidos operacionais até Setembro de 1974, quando 45 unidades são desativadas seguidos de 37 unidades em 1977 e os restantes entre 1982 e meados de 1984.
Após a queda da União Soviética e no âmbito do tratado de redução de armas START I negociado com a liderança Russa e assinado em 31 de Julho de 1991, todos os B-52G em estado operacional que conjuntamente com a variante H faziam parte da tríade de dissuasão nuclear Norte-americana, foram destruídos conjuntamente com todas as outras variantes anteriores armazenadas, até um total de 365 aeronaves (ver fotografia).

### Marcos importantes
- 25 de novembro de 1956 - (Operação Quick Kick)

Quatro B-52B da 93.ª ala de bombardeiros e quatro B-52C da 42.ª ala de bombardeiros, completaram um voo ininterrupto ao longo do perímetro do continente Norte-americano, incluindo uma passagem pelo Pólo Norte, totalizando 25 750 Km cobertos em 31 horas e 30 minutos, para o que foi necessário quatro reabastecimentos em voo efetuados pelo turbo-propulsionado Boeing KC-97 Stratotanker.

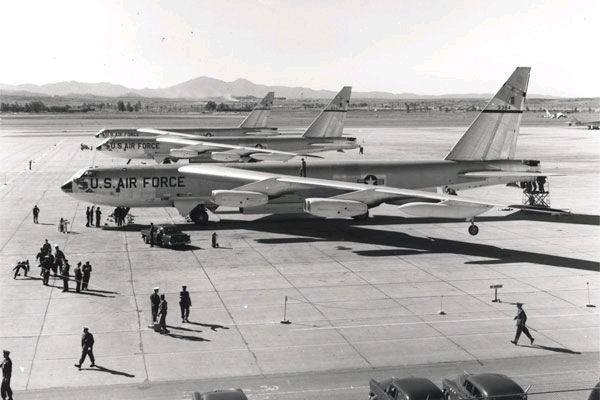
Os três B-52B da 93.ª ala de bombardeiros que participaram no voo à volta do mundo sem escalas em 1957, momentos antes do início

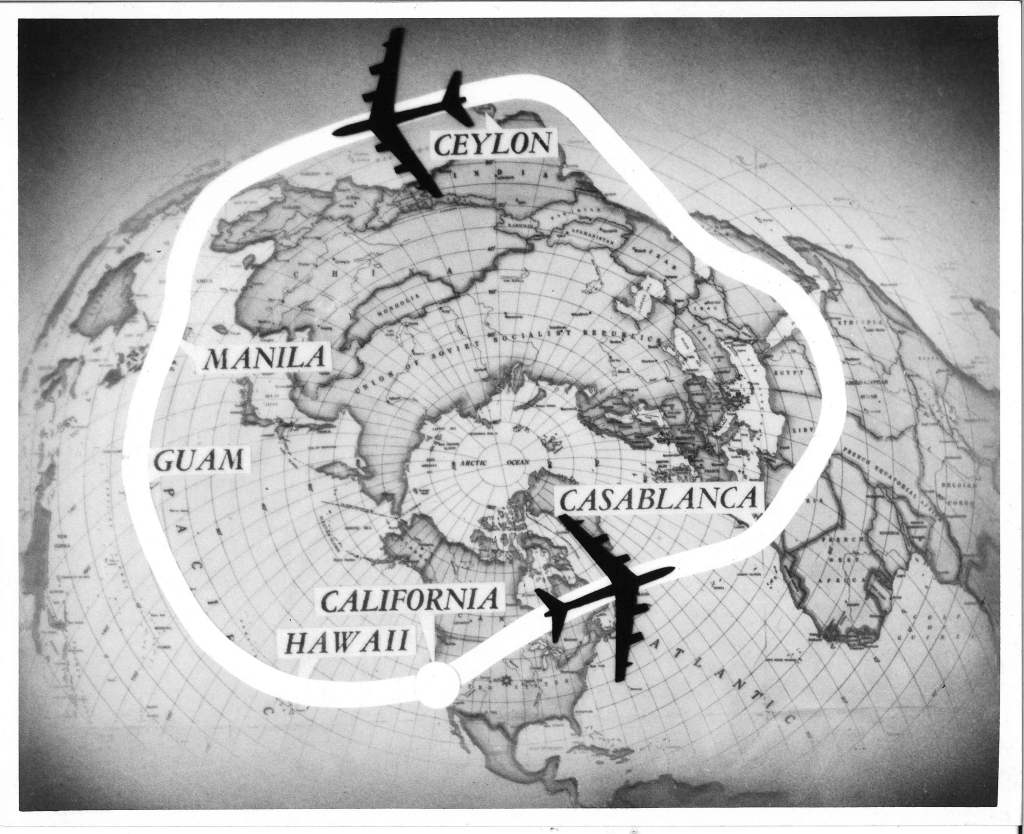
Percurso utilizado pelos três B-52B durante a volta do mundo sem escalas em 1957

- 16 de janeiro de 1957 - (Operação Power Flite)

Numa demonstração da capacidade de alcance global, três B-52B da 93.ª ala de bombardeiros realizaram um voo à volta do mundo sem escalas, auxiliados por vários reabastecimentos em voo efetuados por aviões tanque Boeing KC-97 Stratotanker. A aeronave líder baptizada Lucky Lady III (acompanhada pelos outros dois B-52) percorreu 39,165 km em 45 horas e 19 minutos à velocidade média de 864,25 km/h, menos de metade do tempo necessário ao Boeing B-50 Superfortress Lucky Lady II para efectuar a primeira volta ao mundo sem escalas em Fevereiro de 1949, reabastecido então por vários KB-29M versão experimental do futuro KB-29P, avião tanque adaptado do bombardeiro Boeing B-29 Superfortress.
- 26 de setembro de 1958

Dois B-52D da 28.ª ala de bombardeiros, estabeleceram recordes do mundo (na sua categoria) de velocidade em percursos diferentes, o primeiro conseguiu a velocidade média de 902,367 Km/h, sem carga bélica em circuito fechado de 10 000 Km. O segundo também em circuito fechado mas, de 5 000 Km e sem carga bélica atingiu a marca de 961,864 Km/h de média.
- 1 de agosto de 1959

Um B-52G aterrou na base aérea de Edwards, após um voo contínuo de 28 horas, no qual sobrevoou todas as capitais estaduais na América do Norte, incluindo o Alaska e o District of Columbia (Washington, D.C.), totalizando 20 825 Km percorridos.
- 7 de junho de 1962

Um B-52H da 19.º Ala de bombardeiros, superou o anterior recorde de distância percorrida em circuito fechado, sem paragens e sem reabastecimento aéreo, pertença de outro B-52G desde 1960, ao percorrer a distância validada de 18 242 Km, com inicio e final na base aérea de Seymour Johnson na Carolina do Norte.
- 16 de janeiro de 1991 - (Operação Tempestade no Deserto)

Iniciando as operações aéreas da Guerra do Golfo (1990/1991), sete B-52G levantaram voo na Base aérea de Barksdale no Louisiana com destino ao Iraque, após bombardearem os alvos atribuídos, regressaram à base de partida nos Estados Unidos, efetuando um percurso superior a 22 500 Km correspondentes a mais de 35 horas consecutivas em voo, realizando a missão de combate mais duradoura ate hoje já realizada.

## Acidentes com armas nucleares

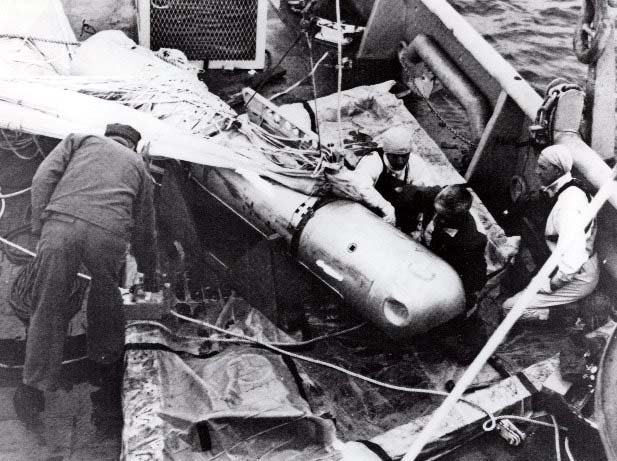
Bomba termonuclear MK 28, recuperada intacta do fundo do mar, na sequência do acidente nas proximidades de Palomares, Espanha

- 15 de outubro de 1959

Colisão entre um B-52 e um KC-135 Stratotanker a aproximadamente 10 000 metros de altitude nas imediações Hardinsburg no Kentucky, imediatamente após a operação de reabastecimento. O B-52 transportava três armas nucleares não armadas, duas foram recuperadas intactas e a terceira sofreu danos ligeiros em consequência de incêndio. Não houve qualquer tipo de contaminação radioativa.
- 24 de janeiro de 1961

Durante uma missão de alerta um B-52 ainda na fase de ascensional do voo, entre os 650 e os 3 000 metros de altitude sofreu uma falha estrutural na asa direita, além da perda do avião e da sua tripulação, resultou ainda a libertação de duas bombas nucleares, modelo Mk 39 com 3,8 megatons de potência explosiva. Uma das armas ativou o para-quedas e desceu tranquilamente sendo recuperada intacta, a segunda bomba caiu em queda livre e partiu-se em duas partes, não houve explosão, mas o urânio perdido nunca foi recuperado, embora pese as escavações efetuadas até uma profundidade de 50 metros. O incidente ocorreu nas proximidades de Goldsboro na Carolina do Norte.
- 24 de janeiro de 1961

Durante um voo a grande altitude à vertical de Yuba City na Califórnia, o B-52 foi forçado a descer para uma altitude próxima dos 3 000 metros, devido a uma súbita despressurização da cabine de voo. Com o inevitável aumento do consumo de combustível e a impossibilidade de um encontro com um avião tanque em tempo útil, a tripulação abandonou a aeronave excepto comandante que permaneceu até perto do final evitando o impacto com o solo em zona habitada. Não houve explosões e os sistemas de seguranças das duas armas nucleares a bordo funcionaram de acordo com o esperado.
- 13 de janeiro de 1964

Um B-52D em rota de voo da base aérea de Westover no Massachusetts para a base aérea de Turner na Geórgia, despenhou-se a Sudoeste de Cumberland no Maryland, em consequência de uma falha estrutural provocada por violenta turbulência atmosférica em altitude. Transportava duas armas nucleares em configuração de transporte (sem ligações eléctricas ao avião e todos os interruptores em posição de segurança), após a colisão com o solo as armas foram encontradas nas proximidades da zona de impacto, sob um manto de neve ligeiramente danificadas.
- 17 de janeiro de 1966

Um B-52G colidiu com um KC-135 Stratotanker durante uma operação de reabastecimento de rotina a grande altitude. Ambos os aviões caíram na proximidade da localidade de Palomares em Espanha. Das quatro armas nucleares transportadas três foram recuperadas de imediato, a quarta apenas foi localizada por um submarino da Marinha Norte-americana ao largo da costa e recuperada a 7 de Abril intacta. Em consequência da libertação de algum material radioativo, cerca de 1 400 toneladas de solo e vegetação foram removidas e depositados em lugar apropriado nos Estados Unidos.
- 21 de janeiro de 1968

Um B-52G caiu no solo e foi consumido pelo fogo, ao tentar uma aterragem de emergência nas imediações da base aérea de Thule na Gronelândia, transportava a bordo quatro armas nucleares, também elas destruídas pelo fogo, provocando contaminação radioativa na área envolvente ao acidente. A limpeza e descontaminação decorreu até 13 de Setembro, não se verificando índices de radioatividade acima do normal após a sua conclusão.

### Outros acidentes

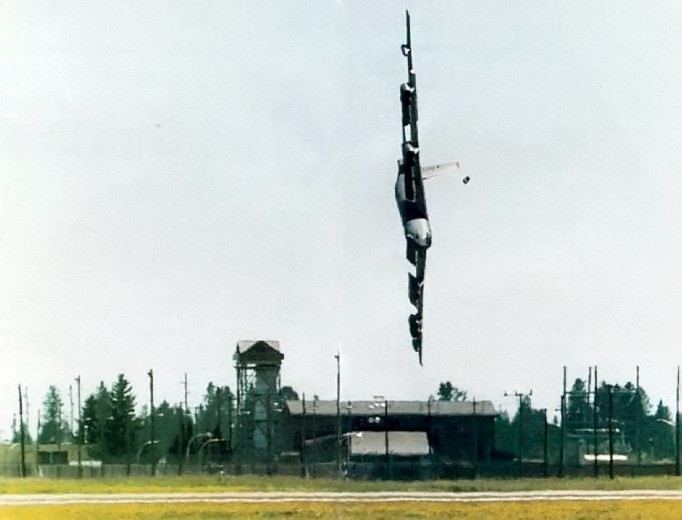
Acidente na base aérea de Fairchild, junto à cauda vertical do B-52 é possível ver a escotilha ejectada pelo co-piloto o qual no entanto não conseguiu completar a sequência de ejecção

Alguns exemplos aleatórios, causados por falhas mecânicas, estruturais ou humanas, de entre uma longa lista...
- 24 de janeiro de 1963

Um B-52C pertencente à base aérea de Westover no Massachusetts, durante um voo de treino a baixa altitude colidiu com o solo, devido a falha estrutural no estabilizador vertical, provocada por um efeito atmosférico designado como buffetting, dos nove tripulantes a bordo dois sobreviveram ao impacto. O acidente aconteceu na vertente ocidental da Elephant Mountain no estado do Maine.
- 7 de janeiro de 1973

Um B-52C número de cauda 54‑2666, despenhou-se no lago Michigan, aparentemente devido a uma falha estrutural numa das asas, durante uma missão de treino de rotina durante a noite.
- 16 de outubro de 1984

Um B-52G número de cauda 57‑6479 e indicativo de chamada Swoon 2, colidiu com o cume de uma elevação durante uma missão de treino noturna a baixa altitude, no deserto do Arizona, Condado de Navajo.
- 3 de fevereiro de 1991

Um B-52G número de cauda 59‑2593, caiu no oceano Índico 20 Km a norte da Ilha de Diego Garcia devido a falha técnica. A aeronave participava numa missão de ataque durante a Operação Tempestade no Deserto.
- 24 de junho de 1994

Durante um voo de treino para um festival aéreo (airshow) a realizar na base aérea de Fairchild, o B-52H indicativo de chamada Czar 52 e número de cauda 61-0026 colidiu contra o solo, resultando na morte dos quatro tripulantes e na perda da aeronave.
Aparentemente e segundo a comissão de inquérito, tal aconteceu devido à quebra das regras de segurança na atitude de voo utilizada pelo piloto. Após o final do treino e quando já se encontrava alinhado com a pista para a aterragem, foi solicitado pela torre de controlo, para prosseguir o voo por mais alguns instantes, optando o piloto Tenente-coronel Arthur "Bud" Holland, conhecido por voar de modo agressivo, por uma manobra arriscada durante a qual perdeu o controlo do avião.
- 21 de julho de 1998

Um B-52H indicativo de chamada Raider 21 e número de cauda 60-0053, caiu no mar 40 Km ao largo da ilha de Guam, os seis tripulantes a bordo pereceram no acidente. Baseado na base aérea de Barksdale no estado da Louisiana, cumpria uma missão de serviço em Guam e treinava para o sobrevoo de uma parada militar a realizar no âmbito da libertação da ilha durante a ocupação Japonesa na segunda guerra mundial.

## Utilizadores
- USAF

Apenas a variante B-52H é mantida em condição operacional, 85 exemplares no ativo, mais nove unidades em reserva, os quais integram três esquadras (alas), a operar em duas bases aéreas, assim distribuídos:
- 2ª Ala de bombardeiros - Base aérea de Barksdale, Louisiana

11.º Esquadrão (B-52H)
20.º Esquadrão (B-52H)
96.º Esquadrão (B-52H)
- 5ª Ala de bombardeiros - Base aérea de Minot, Dakota do Norte

23.º Esquadrão (B-52H)
69.º Esquadrão (B-52H)
- 307ª Ala de bombardeiros (Reserva) - Base aérea de Barksdale, Louisiana

93.º Esquadrão (B-52H)
- NASA

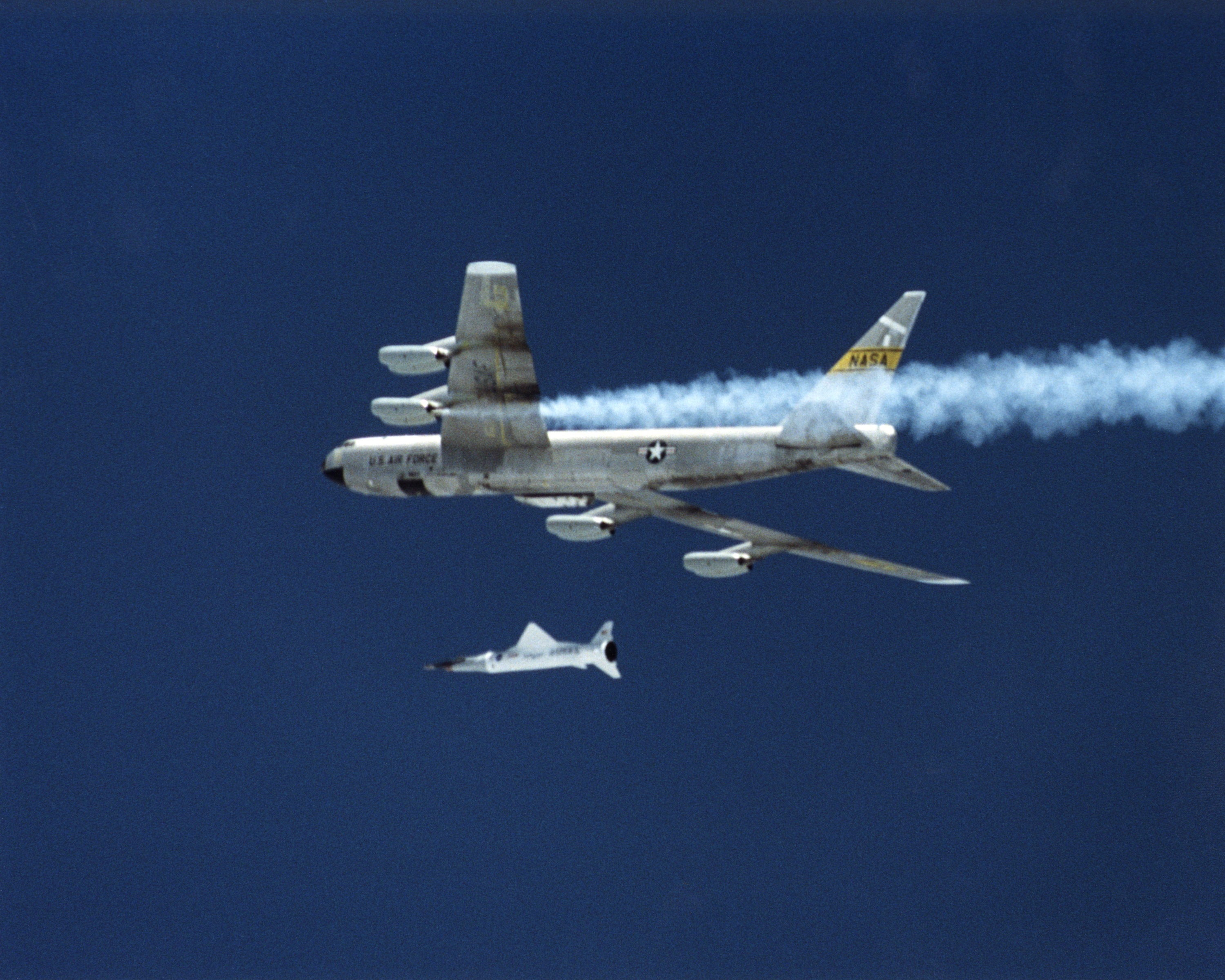
B-52B da NASA imediatamente após o lançamento do X-43 Scramjet.

O décimo B-52B produzido pela fábrica da Boeing em Seatle, com o número de cauda 52-0008, efetuou o primeiro voo no dia 11 de Junho 1955 e foi originalmente destinada as testes de voo da USAF, antes de lhe ter sido atribuída a missão de apoio ao programa do avião de pesquisa X-15, no centro de investigação do voo da NASA em Dryden,  onde ao longo de quase 50 anos participou participou exclusivamente nos mais significativos projetos da história aeroespacial. Retirado do ativo em 17 de Dezembro de 2004 conseguiu a distinção de ser a aeronave com mais anos de serviço na NASA e a aeronave mais antiga em condições de voo, de entre todos os B-52 da USAF, paralelamente a que menos horas de voo efetuou, 2443 horas de exclusividade e fiabilidade em apoio da investigação. Encontra-se preservado em exposição estática permanente no portão de armas da base aérea de "Edwards", na Califórnia.
Ainda no âmbito de assistência ao projeto X-15 o terceiro e último B-52A produzido, número de cauda 52-003, foi também ligado ao projeto em apoio do 52-008 e redesignado NB-52A. Encontra-se preservado no Pima Air and Space Museum, em Tucson no Arizona.
Em 2001 no dia 30 de julho foi obtida uma terceira aeronave, um B-52H número de cauda 61-0025, oriundo do inventário da USAF, destinado a ser uma aeronave mãe de outros projetos, demonstrador de tecnologias de ponta e banco de ensaio em apoio da investigação da própria NASA, da Força Aérea e da indústria aeroespacial, substituindo o venerável B-52B 52-0008. No entanto devido à ausência de projetos que necessitassem dos seus préstimos e à reestruturação dos programas de pesquisa, foi novamente devolvido à USAF, deixando a base de Edwards em 9 de Maio de 2008 com destino à base aérea de Sheppard no Texas, para servir como modelo para treino de manutenção, naquele que foi o seu último voo,.

## Especificações
| | B-52B/C        | B-52D          | B-52E          | B-52F          | B-52G          | B-52H          |
| Performance |                |                |                |                |                |                |
| --- | -------------- | -------------- | -------------- | -------------- | -------------- | -------------- |
| Velocidade máxima (a ±6,000 m) | 1 012 Km/h     | 1 021 Km/h     | 1 021 Km/h     | 1 021 Km/h     | 1 025 Km/h     | 1 014 Km/h     |
| Velocidade de cruzeiro | 840 Km/h       | 850 Km/h       | 840 Km/h       | 840 Km/h       | 880 Km/h       | 870 Km/h       |
| Teto de serviço | 14 417 m       | 14 082 m       | 14 082 m       | 14 082 m       | 14 020 m       | 14 325 m       |
| Relação de subida inicial | 643 m/min      | 678 m/min      |                |                |                |                |
| Relação de subida inicial (missão de combate)*                                                                                            | 1 450 m/min    | 1 450 m/min    |                |                |                |                |
| Raio de ação | 5 760 Km       | 6 120 Km       | 6 148 Km       | 6 190 Km       | 7 010 Km       | 8 352 Km       |
| Alcance máximo |                | 10 300 Km      |                |                | 11,750 Km      | 14,160 Km      |
| Tempo máx. de missão s/ reabastecimento, em horas                                                                                         | 13,50          | 13,22          | 13,27          | 14,03          | 15,07          | 17,50          |
| Pista p/ decolagem (missão de combate) | 2 500 m        | 2 438 m        | 2 478 m        | 2 438 m        | 2 484 m        | 2 262 m        |
| Relação peso/potência |                |                |                |                |                | 0,31           |
| Dimensões |                |                |                |                |                |                |
| Comprimento | 47,73 m        | 47,73 m        | 47,73 m        | 47,73 m        | 47,73 m        | 48,56 m        |
| Envergadura | 56,39 m        | 56,39 m        | 56,39 m        | 56,39 m        | 56,39 m        | 56,39 m        |
| Altura | 14,71 m        | 14,71 m        | 14,71 m        | 14,71 m        | 12,04 m        | 12,04 m        |
| Área alar | 371 m²         | 371 m²         | 371 m²         | 371 m²         | 371 m²         | 371 m²         |
| Peso |                |                |                |                |                |                |
| Vazio | 78 148 Kg      | 77 170 kg      | 78 346 kg      | 78 087 kg      | 72 003 kg      | 75 297 kg      |
| Combate | 123 379 kg     | 132 950 kg     | 132 338 kg     | 132 338 kg     | 137 275 kg     | 139 100 kg     |
| peso máximo de decolagem | 190 512 kg     | 204 120 kg     | 204 120 kg     | 204 120 kg     | 221 357 kg     | 221 357 kg     |
| Outros dados |                |                |                |                |                |                |
| Carga Alar |                |                |                |                |                | 586 kg/m²      |
| Combustível interno | 204 843 litros | 226 664 litros | 226 664 litros | 226 664 litros | 261 713 litros | 262 013 litros |
| * - Regime de potência máxima recomendado pelo fabricante, ou autorizado pelos regulamentos da USAF, por um período máximo de 30 minutos. |                |                |                |                |                |                |

### Armamento
São trinta e quatro os diferentes tipos de armas, para um peso aproximadamente de 31 500 Kg que podem ser transportados, entre misseis de cruzeiro e antinavio, bombas de queda livre, de fragmentação, de alta precisão guiadas por laser ou por GPS e minas de todos os tipos, em compartimento interno e ou externamente em suportes sob as asas, de entre as seguintes opções:
| Armamento convencional   | Armamento convencional (cont) | Armamento de precisão               | Armamento nuclear              |
| ------------------------ | ----------------------------- | ----------------------------------- | ------------------------------ |
| - Bombas de fragmentação | - Minas (navais e terrestres) | - Bombas guiadas (laser e ou GPS)   | 20x AGM-86B ALCM / AGM-129 ACM |
| 51x CBU-52               | 51x MK 36 DST                 | 180x GBU-39 SDB                     | 12x AGM-69 SRAM                |
| 51x CBU-58               | 8x Mina CAPTOR                | 18x GBU-31 (JDAM)                   | 2x B53 de 9 Megaton            |
| 51x CBU-71               | 8x Mk 65                      | 30x WCMD                            | 8x B61 de 340 Quiloton         |
| 30x CBU 87               | 8x MK-64                      | 2x GBU-57A/B (MOP) 13,608 kg        | 8x B83 de 1,2 Megaton          |
| 30x CBU 89               | 51x Mk-36                     | - mísseis (antinavio e de cruzeiro) |                                |
| 30x CBU 97               | 8x MK-41                      | 8x AGM-84 Harpoon                   |                                |
| 18x Mk-20 Rockeye II     | 51x Mk-59                     | 8x AGM-142 Have Nap                 |                                |
| - Bombas de uso geral    | 12x Mk-52                     | 12x AGM-158 JASSM                   |                                |
| 51x M117 - 340 Kg        | 8x Mk-55                      | 20x AGM-86C ALCM                    |                                |
| 51x Mk-82 - 227 Kg       | 51x Mk-62                     | 18x AGM-154 (JSOW)                  |                                |
| 18x Mk-84 - 947 Kg       |                               |                                     |                                |

- Os modelos B-52A/B/C/D/E/F, eram equipados com uma torre na cauda, armada com quatro metralhadoras Browning M2 de calibre .50 e operada manualmente por um artilheiro.
- O modelo B-52G mantém a torre e o armamento, a qual passa a ser operada automaticamente orientada por um sistema de controle de tiro acoplado a um radar de aquisição e seguimento de alvos. O artilheiro é mantido e só atua em caso de falha do sistema, operando as armas por controle remoto.[72]
- Por sua vez o modelo B-52H, inicialmente foi equipado com uma torre com sistema de tiro totalmente automático, operando um canhão M-61 Vulcan de canos múltiplos. Em 1991 a torre armada foi removida de todas as aeronaves em estado operacional.[59]

### Motores
Todas as variantes do B-52 foram equipadas com turbo-jactos Pratt & Whitney J-57 nas suas várias versões, com excepção do modelo B-52H que recebeu os turbofan Pratt & Whitney TF33-P-3/103, uma evolução mais potente e econômica do J-57 e sem aquela que hoje em dia é considerada uma solução arcaica e altamente propícia a acidentes, a injeção de água na combustão para elevar a potência disponível, essencialmente durante as decolagens e situações de emergência durante uma missão.
- J57-P-8 - 45,37 KN de impulso, apenas utilizado pelo XB-52 (49-0230).[148]
- YJ57·P·3 - (protótipo) 38,70 KN de impulso, apenas utilizado pelo YB-52 (49-0231).[148]
- J57-P-1W[nota 24] - 44,48 KN de impulso a seco e 48,93 KN com injeção de água na descolagem., utilizado pelos três únicos B-52A e todos os B-52B entre a 4.º e a 13ª aeronaves produzidas.[148]
- J57-P-1WA - A mesma potência que o anterior, utilizado pelos B-52B com os números de produção 14 a 20.[148]
- J57-P-1WB - 46.26 KN de impulso a seco e 50,70 KN com injeção de água, substituiu o modelo anterior nos B-52B com os números de produção 14 a 20.[148]
- J57-P-29W/WA - 46.70 KN de potência em seco e 53,82 KN com injeção de água, utilizado pelos B-52B, com os números de produção 21 a 46 e B-52C 54 a 63, ainda pelos B-52E e F.[148]
- J57·P·19W - A mesma potência do modelo anterior do qual difere por ter os compressores construídos em titânio, equipou as aeronaves com os números de produção 47 a 53 e 64 a 88 correspondendo a B-52B e B-52C respectivamente, e alguns não especificados B-52E e B-52F, que terão sido equipados também com os J57-P-29W/WA.[148]
- J57·P·43W/WA - 49,82 KN de potência em seco e 61,16 KN com injeção de água, equipou o B-52F.[148]
- J57·P·43WB - potência igual ao modelo anterior do qual difere por ter um fluxo de água maior, utilizado pelo B-52G.[148]
- Pratt & Whitney TF33-P-3/103 - com 75,6 kN de potência, equipa todos os B-52H no activo.[143] A sua utilização permitiu uma economia de combustível, bem como uma performance superior ao modelo J57.[149]

| “ | [...] A utilidade do B-52 estendeu-se muito para além da sua vida útil expectável, usufruindo da pesquisa e desenvolvimento de novas tecnologias de armas e sistemas de propulsão, modificações estruturais, equipamento eletrónico e informático, melhoria das técnicas de voo e o esforço e dedicação das suas tripulações de voo e equipes de manutenção. O Stratofortress tem correspondido com êxito às muitas e variadas solicitações, conquistando uma posição ímpar que perdurará por muitos anos na história da aviação. | ” |

## Aparições notáveis na mídia
Um B-52 carregando armas nucleares foi uma parte fundamental do filme de comédia negra de 1964 de Stanley Kubrick Dr. Strangelove or: How I Learned to Stop Worrying and Love the Bomb. Um penteado dos anos 1960, o beehive, também é chamado de B-52 por sua semelhança com o nariz distintivo da aeronave. A banda popular the B-52's foi subsequentemente nomeada após este penteado.